# ATP Challenger Tour 2025
L'ATP Challenger Tour 2025 è una serie di tornei internazionali maschili studiati per consentire a giocatori di seconda fascia di acquisire un ranking sufficiente per accedere ai tabelloni principali dei tornei dell'ATP Tour. Sono previsti tornei con montepremi minimo da 60 000 $ fino a un massimo di 220 000 $. È la quarantottesima edizione del circuito di seconda fascia del tennis professionistico, la diciassettesima sotto il nome Challenger Tour.

## Calendario

### Gennaio
| Settimana   | Torneo | Campione                                          | Finalista                           | Semifinalisti                       | Eliminati ai quarti                                                          |
| ----------- | --- | ------------------------------------------------- | ----------------------------------- | ----------------------------------- | ---------------------------------------------------------------------------- |
| 30 dicembre | Canberra Tennis International Canberra, Australia Challenger 125 – Cemento 32S/24Q/16D – 200 000$ Singolare – Doppio            | João Fonseca 6–4, 6–4                             | Ethan Quinn                         | Martín Landaluce Jacob Fearnley     | Yosuke Watanuki Vít Kopřiva Christopher Eubanks Harold Mayot                 |
| 30 dicembre | Canberra Tennis International Canberra, Australia Challenger 125 – Cemento 32S/24Q/16D – 200 000$ Singolare – Doppio            | Ryan Seggerman Eliot Spizzirri 1–6, 7–5, [10–5]   | Pierre-Hugues Herbert Jérôme Kym    | Martín Landaluce Jacob Fearnley     | Yosuke Watanuki Vít Kopřiva Christopher Eubanks Harold Mayot                 |
| 30 dicembre | Internationaux de Nouvelle-Calédonie Nouméa, Nuova Caledonia Challenger 100 – Cemento 32S/24Q/16D – 160 000$ Singolare – Doppio | Shintarō Mochizuki 6–1, 6–3                       | Moerani Bouzige                     | Jurij Rodionov Constant Lestienne   | Enzo Couacaud Taisei Ichikawa Valentin Vacherot Márton Fucsovics             |
| 30 dicembre | Internationaux de Nouvelle-Calédonie Nouméa, Nuova Caledonia Challenger 100 – Cemento 32S/24Q/16D – 160 000$ Singolare – Doppio | Blake Bayldon Colin Sinclair 6–3, 7–5             | Ryuki Matsuda Ryotaro Taguchi       | Jurij Rodionov Constant Lestienne   | Enzo Couacaud Taisei Ichikawa Valentin Vacherot Márton Fucsovics             |
| 30 dicembre | Nonthaburi Challenger Nonthaburi, Thailandia Challenger 75 – Cemento 32S/24Q/16D – 100 000$ Singolare – Doppio                  | Aslan Karacev 7–6(5), 7–5                         | Grégoire Barrère                    | Kimmer Coppejans Rei Sakamoto       | Enrico Dalla Valle Lukas Neumayer Gianluca Mager Khumoyun Sultanov           |
| 30 dicembre | Nonthaburi Challenger Nonthaburi, Thailandia Challenger 75 – Cemento 32S/24Q/16D – 100 000$ Singolare – Doppio                  | Kokoro Isomura Rio Noguchi 7–6(3), 7–6(9)         | Zdeněk Kolář Neil Oberleitner       | Kimmer Coppejans Rei Sakamoto       | Enrico Dalla Valle Lukas Neumayer Gianluca Mager Khumoyun Sultanov           |
| 6 gennaio   | Nonthaburi Challenger II Nonthaburi, Thailandia Challenger 75 – Cemento 32S/24Q/16D – 100 000$ Singolare – Doppio               | Rio Noguchi 7–6(9), 6–2                           | Cui Jie                             | Murphy Cassone Marat Sharipov       | Maximus Jones Jakub Paul Yusuke Takahashi Daniel Michalski                   |
| 6 gennaio   | Nonthaburi Challenger II Nonthaburi, Thailandia Challenger 75 – Cemento 32S/24Q/16D – 100 000$ Singolare – Doppio               | Ray Ho Neil Oberleitner 6–4, 7–6(5)               | Daniel Cukierman Joshua Paris       | Murphy Cassone Marat Sharipov       | Maximus Jones Jakub Paul Yusuke Takahashi Daniel Michalski                   |
| 6 gennaio   | Nottingham Challenger Nottingham, Regno Unito Challenger 75 – Cemento (i) 32S/24Q/16D – 91 000€ Singolare – Doppio              | Viktor Durasovic 7–6(6), 3–6, 6–1                 | Henry Searle                        | Mika Brunold Anton Matusevich       | Lukáš Pokorný Chris Rodesch Norbert Gombos Dennis Novak                      |
| 6 gennaio   | Nottingham Challenger Nottingham, Regno Unito Challenger 75 – Cemento (i) 32S/24Q/16D – 91 000€ Singolare – Doppio              | Jonáš Forejtek Michael Vrbenský 7–6(5), 7–6(5)    | Jiří Barnat Filip Duda              | Mika Brunold Anton Matusevich       | Lukáš Pokorný Chris Rodesch Norbert Gombos Dennis Novak                      |
| 6 gennaio   | Oeiras indoor Oeiras, Portogallo Challenger 75 – Cemento (i) 32S/24Q/16D – 91 000€ Singolare – Doppio                           | Hamad Međedović 6–1, 6–3                          | Liam Draxl                          | Daniel Rincón Rudolf Molleker       | Zsombor Piros Max Hans Rehberg Antoine Cornut-Chauvinc Alexander Ritschard   |
| 6 gennaio   | Oeiras indoor Oeiras, Portogallo Challenger 75 – Cemento (i) 32S/24Q/16D – 91 000€ Singolare – Doppio                           | George Goldhoff Trey Hilderbrand 7–5, 2–6, [10–5] | Kaichi Uchida Denis Yevseyev        | Daniel Rincón Rudolf Molleker       | Zsombor Piros Max Hans Rehberg Antoine Cornut-Chauvinc Alexander Ritschard   |
| 13 gennaio  | Oeiras indoor II Oeiras, Portogallo Challenger 100 – Cemento (i) 32S/24Q/16D – 145 000€ Singolare – Doppio                      | Aleksandar Kovacevic 6–4, 7–6(4)                  | Zsombor Piros                       | Alexis Galarneau Mackenzie McDonald | Beibit Zhukayev Alexander Ritschard Frederico Ferreira Silva Hamad Međedović |
| 13 gennaio  | Oeiras indoor II Oeiras, Portogallo Challenger 100 – Cemento (i) 32S/24Q/16D – 145 000€ Singolare – Doppio                      | Mili Poljičak Matej Sabanov 6–0, 6–1              | Íñigo Cervantes Mick Veldheer       | Alexis Galarneau Mackenzie McDonald | Beibit Zhukayev Alexander Ritschard Frederico Ferreira Silva Hamad Međedović |
| 13 gennaio  | Nonthaburi Challenger III Nonthaburi, Thailandia Challenger 75 – Cemento 32S/24Q/16D – 100 000$ Singolare – Doppio              | Brandon Holt 6–3, 6–2                             | Vít Kopřiva                         | Murphy Cassone Clément Tabur        | Dalibor Svrčina Federico Arnaboldi Zachary Svajda Hugo Grenier               |
| 13 gennaio  | Nonthaburi Challenger III Nonthaburi, Thailandia Challenger 75 – Cemento 32S/24Q/16D – 100 000$ Singolare – Doppio              | Ray Ho Neil Oberleitner 6–3, 6–4                  | Pruchya Isaro Wang Aoran            | Murphy Cassone Clément Tabur        | Dalibor Svrčina Federico Arnaboldi Zachary Svajda Hugo Grenier               |
| 13 gennaio  | Challenger de Tigre Tigre, Argentina Challenger 50 – Terra rossa 32S/24Q/16D – 60 000$ Singolare – Doppio                       | Juan Pablo Varillas 6–4, 6–4                      | Daniel Vallejo                      | Álvaro Guillén Meza Gonzalo Bueno   | Gonzalo Villanueva Álvaro Guillén Meza Emilio Nava Murkel Dellien            |
| 13 gennaio  | Challenger de Tigre Tigre, Argentina Challenger 50 – Terra rossa 32S/24Q/16D – 60 000$ Singolare – Doppio                       | Mariano Kestelboim Gonzalo Villanueva 6–2, 7–5    | Luís Britto Franco Roncadelli       | Álvaro Guillén Meza Gonzalo Bueno   | Gonzalo Villanueva Álvaro Guillén Meza Emilio Nava Murkel Dellien            |
| 20 gennaio  | Open Quimper Bretagne Occidentale Quimper, Francia Challenger 125 – Cemento (i) 32S/24Q/16D – 181 000€ Singolare – Doppio       | Sascha Gueymard Wayenburg 6(3)–7, 6–1, 6–2        | Pierre-Hugues Herbert               | Matteo Martineau Ričardas Berankis  | Laslo Đere Vitaliy Sachko Elmer Møller Titouan Droguet                       |
| 20 gennaio  | Open Quimper Bretagne Occidentale Quimper, Francia Challenger 125 – Cemento (i) 32S/24Q/16D – 181 000€ Singolare – Doppio       | Sadio Doumbia Fabien Reboul 6–2, 4–6, [10–3]      | Romain Arneodo Manuel Guinard       | Matteo Martineau Ričardas Berankis  | Laslo Đere Vitaliy Sachko Elmer Møller Titouan Droguet                       |
| 20 gennaio  | Oeiras indoor III Oeiras, Portogallo Challenger 100 – Cemento (i) 32S/24Q/16D – 145 000€ Singolare – Doppio                     | Alexander Blockx 7–5, 6–1                         | Liam Draxl                          | Alexis Galarneau Mark Lajal         | Valentin Royer Nicolás Mejía Nik'oloz Basilashvili Beibit Zhukayev           |
| 20 gennaio  | Oeiras indoor III Oeiras, Portogallo Challenger 100 – Cemento (i) 32S/24Q/16D – 145 000€ Singolare – Doppio                     | Liam Draxl Cleeve Harper 1–6, 7–5, [10–6]         | Matwé Middelkoop Denys Molčanov     | Alexis Galarneau Mark Lajal         | Valentin Royer Nicolás Mejía Nik'oloz Basilashvili Beibit Zhukayev           |
| 20 gennaio  | Punta Open Punta del Este, Uruguay Challenger 75 – Terra rossa 32S/24Q/16D – 100 000$ Singolare – Doppio                        | Daniel Elahi Galán 5–7, 6–4, 6–4                  | Tomás Barrios Vera                  | Emilio Nava Carlos Taberner         | Federico Coria Gonzalo Bueno Lautaro Midón Marco Trungelliti                 |
| 20 gennaio  | Punta Open Punta del Este, Uruguay Challenger 75 – Terra rossa 32S/24Q/16D – 100 000$ Singolare – Doppio                        | Gustavo Heide João Lucas Reis da Silva 6–2, 6–3   | Facundo Mena Marco Trungelliti      | Emilio Nava Carlos Taberner         | Federico Coria Gonzalo Bueno Lautaro Midón Marco Trungelliti                 |
| 27 gennaio  | Koblenz Open Coblenza, Germania Challenger 100 – Cemento (i) 32S/24Q/16D – 145 000€ Singolare – Doppio                          | Ugo Blanchet 6–3, 3–6, 7–6(5)                     | Luca Nardi                          | Giulio Zeppieri Jakub Paul          | Henri Squire Mika Brunold Matteo Martineau Aleksej Vatutin                   |
| 27 gennaio  | Koblenz Open Coblenza, Germania Challenger 100 – Cemento (i) 32S/24Q/16D – 145 000€ Singolare – Doppio                          | Jakub Paul David Pel walkover                     | Geoffrey Blancaneaux Joshua Paris   | Giulio Zeppieri Jakub Paul          | Henri Squire Mika Brunold Matteo Martineau Aleksej Vatutin                   |
| 27 gennaio  | Brasil Tennis Challenger Piracicaba, Brasile Challenger 100 – Terra rossa 32S/24Q/16D – 160 000$ Singolare – Doppio             | Román Andrés Burruchaga 7–6(8), 6(6)–7, 7–6(4)    | Facundo Mena                        | Gustavo Heide Hugo Dellien          | Camilo Ugo Carabelli Carlos Taberner Juan Pablo Ficovich Federico Coria      |
| 27 gennaio  | Brasil Tennis Challenger Piracicaba, Brasile Challenger 100 – Terra rossa 32S/24Q/16D – 160 000$ Singolare – Doppio             | Guido Andreozzi Orlando Luz 6(4)–7, 6–2, [11–9]   | Marcelo Demoliner Fernando Romboli  | Gustavo Heide Hugo Dellien          | Camilo Ugo Carabelli Carlos Taberner Juan Pablo Ficovich Federico Coria      |
| 27 gennaio  | Queensland International Brisbane, Australia Challenger 75 – Cemento 32S/24Q/16D – 100 000$ Singolare – Doppio                  | Tristan Schoolkate 7–6(3), 7–6(4)                 | Marek Gengel                        | Omar Jasika Adam Walton             | James McCabe Blake Ellis Alex Bolt Bernard Tomic                             |
| 27 gennaio  | Queensland International Brisbane, Australia Challenger 75 – Cemento 32S/24Q/16D – 100 000$ Singolare – Doppio                  | Matthew Romios Colin Sinclair 7–6(2), 7–5         | Joshua Charlton Patrick Harper      | Omar Jasika Adam Walton             | James McCabe Blake Ellis Alex Bolt Bernard Tomic                             |
| 27 gennaio  | Cleveland Open Cleveland, Stati Uniti Challenger 75 – Cemento (i) 32S/24Q/16D – 100 000$ Singolare – Doppio                     | Colton Smith 6–4, 6(6)–7, 6–3                     | Eliot Spizzirri                     | Tyler Zink Jeffrey John Wolf        | Murphy Cassone James Trotter Karue Sell Stefan Kozlov                        |
| 27 gennaio  | Cleveland Open Cleveland, Stati Uniti Challenger 75 – Cemento (i) 32S/24Q/16D – 100 000$ Singolare – Doppio                     | Robert Cash James Tracy 7–6(4), 6–1               | Juan Carlos Aguilar Filip Pieczonka | Tyler Zink Jeffrey John Wolf        | Murphy Cassone James Trotter Karue Sell Stefan Kozlov                        |

### Febbraio
| Settimana   | Torneo | Campione                                                              | Finalista                                       | Semifinalisti                         | Eliminati ai quarti                                                              |
| ----------- | --- | --------------------------------------------------------------------- | ----------------------------------------------- | ------------------------------------- | -------------------------------------------------------------------------------- |
| 3 febbraio  | Play In Challenger Lille Lille, Francia Challenger 125 – Cemento (i) 32S/24Q/16D – 181 000€ Singolare – Doppio                    | Arthur Bouquier 6–3, 3–5 rit.                                         | Lucas Pouille                                   | Calvin Hemery Valentin Royer          | Tom Paris Max Hans Rehberg Alexander Blockx Arthur Gea                           |
| 3 febbraio  | Play In Challenger Lille Lille, Francia Challenger 125 – Cemento (i) 32S/24Q/16D – 181 000€ Singolare – Doppio                    | Jakub Paul David Pel 6–3, 6–4                                         | Karol Drzewiecki Piotr Matuszewski              | Calvin Hemery Valentin Royer          | Tom Paris Max Hans Rehberg Alexander Blockx Arthur Gea                           |
| 3 febbraio  | Rosario Challenger Rosario, Argentina Challenger 125 – Terra rossa 32S/24Q/16D – 200 000$ Singolare – Doppio                      | Camilo Ugo Carabelli 3–6, 6–3, 6–2                                    | Hugo Dellien                                    | Sebastián Báez Murkel Dellien         | Francesco Passaro Francisco Comesaña Juan Pablo Ficovich Juan Manuel Cerúndolo   |
| 3 febbraio  | Rosario Challenger Rosario, Argentina Challenger 125 – Terra rossa 32S/24Q/16D – 200 000$ Singolare – Doppio                      | Marcelo Demoliner Fernando Romboli 7–5, 6–3                           | Guido Andreozzi Théo Arribagé                   | Sebastián Báez Murkel Dellien         | Francesco Passaro Francisco Comesaña Juan Pablo Ficovich Juan Manuel Cerúndolo   |
| 3 febbraio  | Chennai Open Challenger Chennai, India Challenger 100 – Cemento 32S/24Q/16D – 160 000$ Singolare – Doppio                         | Kyrian Jacquet 7–6(1), 6–4                                            | Elias Ymer                                      | Billy Harris Dalibor Svrčina          | Timofej Skatov Rio Noguchi Shintarō Mochizuki Oleksandr Ovcharenko               |
| 3 febbraio  | Chennai Open Challenger Chennai, India Challenger 100 – Cemento 32S/24Q/16D – 160 000$ Singolare – Doppio                         | Shintarō Mochizuki Kaito Uesugi 6–4, 6–4                              | Saketh Myneni Ramkumar Ramanathan               | Billy Harris Dalibor Svrčina          | Timofej Skatov Rio Noguchi Shintarō Mochizuki Oleksandr Ovcharenko               |
| 3 febbraio  | Queensland International II Brisbane, Australia Challenger 75 – Cemento 32S/24Q/16D – 100 000$ Singolare – Doppio                 | Adam Walton 7–6(6), 7–6(4)                                            | Jason Kubler                                    | Omar Jasika Christian Langmo          | Andre Ilagan Li Tu Yuta Shimizu James McCabe                                     |
| 3 febbraio  | Queensland International II Brisbane, Australia Challenger 75 – Cemento 32S/24Q/16D – 100 000$ Singolare – Doppio                 | Joshua Charlton Patrick Harper 4–6, 7–6(5), [12–10]                   | Matt Hulme James Watt                           | Omar Jasika Christian Langmo          | Andre Ilagan Li Tu Yuta Shimizu James McCabe                                     |
| 3 febbraio  | Tenerife Challenger Tenerife, Spagna Challenger 75 – Cemento 32S/24Q/16D – 91 000€ Singolare – Doppio                             | Pablo Carreño Busta 6–3, 6–2                                          | Alejandro Moro Cañas                            | Pol Martín Tiffon Henrique Rocha      | Johannus Monday Vilius Gaubas Abedallah Shelbayh Benjamin Hassan                 |
| 3 febbraio  | Tenerife Challenger Tenerife, Spagna Challenger 75 – Cemento 32S/24Q/16D – 91 000€ Singolare – Doppio                             | Íñigo Cervantes Daniel Rincón 6–2, 6–4                                | Nicolás Álvarez Varona Iñaki Montes de la Torre | Pol Martín Tiffon Henrique Rocha      | Johannus Monday Vilius Gaubas Abedallah Shelbayh Benjamin Hassan                 |
| 10 febbraio | Bahrain Ministry Of Interior Tennis Challenger Manama, Bahrain Challenger 125 – Cemento 32S/24Q/16D – 200 000$ Singolare – Doppio | Márton Fucsovics 6–3, 6(3)–7, 6–4                                     | Andrea Vavassori                                | Marat Sharipov Brandon Holt           | Viktor Durasovic Duje Ajduković Alexis Galarneau Térence Atmane                  |
| 10 febbraio | Bahrain Ministry Of Interior Tennis Challenger Manama, Bahrain Challenger 125 – Cemento 32S/24Q/16D – 200 000$ Singolare – Doppio | Vitaliy Sachko Beibit Zhukayev 6–4, 6–0                               | Ivan Liutarevich Luca Sanchez                   | Marat Sharipov Brandon Holt           | Viktor Durasovic Duje Ajduković Alexis Galarneau Térence Atmane                  |
| 10 febbraio | Delhi Open Nuova Delhi, India Challenger 75 – Cemento 32S/24Q/16D – 100 000$ Singolare – Doppio                                   | Kyrian Jacquet 6–4, 6–2                                               | Billy Harris                                    | Vít Kopřiva Tristan Schoolkate        | Shintarō Mochizuki Michael Geerts Andre Ilagan Elias Ymer                        |
| 10 febbraio | Delhi Open Nuova Delhi, India Challenger 75 – Cemento 32S/24Q/16D – 100 000$ Singolare – Doppio                                   | Masamichi Imamura Rio Noguchi 6–4, 6–3                                | Niki Kaliyanda Poonacha Courtney John Lock      | Vít Kopřiva Tristan Schoolkate        | Shintarō Mochizuki Michael Geerts Andre Ilagan Elias Ymer                        |
| 10 febbraio | Tenerife Challenger II Tenerife, Spagna Challenger 75 – Cemento 32S/24Q/16D – 91 000€ Singolare – Doppio                          | Pablo Carreño Busta 6–3, 6–2                                          | Filip Misolic                                   | Daniel Rincón Benjamin Hassan         | Dominik Koepfer Nicolás Álvarez Varona Abedallah Shelbayh Javier Barranco Cosano |
| 10 febbraio | Tenerife Challenger II Tenerife, Spagna Challenger 75 – Cemento 32S/24Q/16D – 91 000€ Singolare – Doppio                          | Alexander Merino Christoph Negritu 2–6, 6–3, [10–8]                   | Daniel Cukierman Joshua Paris                   | Daniel Rincón Benjamin Hassan         | Dominik Koepfer Nicolás Álvarez Varona Abedallah Shelbayh Javier Barranco Cosano |
| 17 febbraio | Open Pau-Pyrénées Pau, Francia Challenger 125 – Cemento (i) 32S/24Q/16D – 200 000€ Singolare – Doppio                             | Raphaël Collignon 6–2, 6–4                                            | Patrick Zahraj                                  | Lukáš Klein Arthur Bouquier           | Jacob Fearnley Arthur Fery Murphy Cassone Filip Misolic                          |
| 17 febbraio | Open Pau-Pyrénées Pau, Francia Challenger 125 – Cemento (i) 32S/24Q/16D – 200 000€ Singolare – Doppio                             | Jakob Schnaitter Mark Wallner 6–4, 6(5)–7, [10–8]                     | Alexander Blockx Raphaël Collignon              | Lukáš Klein Arthur Bouquier           | Jacob Fearnley Arthur Fery Murphy Cassone Filip Misolic                          |
| 17 febbraio | Pune Challenger Pune, India Challenger 100 – Cemento 32S/24Q/16D – 160 000$ Singolare – Doppio                                    | Dalibor Svrčina 7–6(3), 6–1                                           | Brandon Holt                                    | Alexis Galarneau Khumoyun Sultanov    | Billy Harris Valentin Vacherot Ugo Blanchet Ilia Simakin                         |
| 17 febbraio | Pune Challenger Pune, India Challenger 100 – Cemento 32S/24Q/16D – 160 000$ Singolare – Doppio                                    | Jeevan Nedunchezhiyan Vijay Sundar Prashanth 3–6, 6–3, [10–0]         | Blake Bayldon Matthew Romios                    | Alexis Galarneau Khumoyun Sultanov    | Billy Harris Valentin Vacherot Ugo Blanchet Ilia Simakin                         |
| 17 febbraio | Glasgow Challenger Glasgow, Regno Unito Challenger 75 – Cemento (i) 32S/24Q/16D – 91 000€ Singolare – Doppio                      | Nicolai Budkov Kjær 6–4, 6–3                                          | Viktor Durasovic                                | Max Hans Rehberg Daniel Rincón        | Johannus Monday Liam Draxl Denis Yevseyev Matteo Martineau                       |
| 17 febbraio | Glasgow Challenger Glasgow, Regno Unito Challenger 75 – Cemento (i) 32S/24Q/16D – 91 000€ Singolare – Doppio                      | Daniel Cukierman Joshua Paris 5–7, 6–4, [12–10]                       | Vasil Kirkov Marcus Willis                      | Max Hans Rehberg Daniel Rincón        | Johannus Monday Liam Draxl Denis Yevseyev Matteo Martineau                       |
| 17 febbraio | Brazzaville Challenger Brazzaville, Repubblica del Congo Challenger 50 – Terra rossa 32S/24Q/16D – 60 000$ Singolare – Doppio     | Geoffrey Blancaneaux 6–3, 6–4                                         | Calvin Hemery                                   | Maximus Jones Dinko Dinev             | Franco Agamenone Max Houkes Eliakim Coulibaly Paulo André Saraiva dos Santos     |
| 17 febbraio | Brazzaville Challenger Brazzaville, Repubblica del Congo Challenger 50 – Terra rossa 32S/24Q/16D – 60 000$ Singolare – Doppio     | Mateo Barreiros Reyes Paulo André Saraiva dos Santos 6–4, 1–6, [10–6] | Geoffrey Blancaneaux Maxime Chazal              | Maximus Jones Dinko Dinev             | Franco Agamenone Max Houkes Eliakim Coulibaly Paulo André Saraiva dos Santos     |
| 24 febbraio | Bengaluru Open Bangalore, India Challenger 125 – Cemento 32S/24Q/16D – 200 000$ Singolare – Doppio                                | Brandon Holt 6–3, 6–3                                                 | Shintarō Mochizuki                              | James McCabe Billy Harris             | Hynek Bartoň Nicolás Mejía Petr Bar Biryukov Tristan Schoolkate                  |
| 24 febbraio | Bengaluru Open Bangalore, India Challenger 125 – Cemento 32S/24Q/16D – 200 000$ Singolare – Doppio                                | Anirudh Chandrasekar Ray Ho 6–2, 6–4                                  | Blake Bayldon Matthew Romios                    | James McCabe Billy Harris             | Hynek Bartoň Nicolás Mejía Petr Bar Biryukov Tristan Schoolkate                  |
| 24 febbraio | San Diego Open San Diego, Stati Uniti Challenger 100 – Cemento 32S/24Q/16D – 160 000$ Singolare – Doppio                          | Eliot Spizzirri 6–4, 2–6, 6–4                                         | Mackenzie McDonald                              | Ethan Quinn Kamil Majchrzak           | Arthur Cazaux Tarō Daniel Trevor Svajda Alex Bolt                                |
| 24 febbraio | San Diego Open San Diego, Stati Uniti Challenger 100 – Cemento 32S/24Q/16D – 160 000$ Singolare – Doppio                          | Eliot Spizzirri Tyler Zink 6(3)–7, 7–6(4), [10–8]                     | Juan José Bianchi Noah Zamora                   | Ethan Quinn Kamil Majchrzak           | Arthur Cazaux Tarō Daniel Trevor Svajda Alex Bolt                                |
| 24 febbraio | Challenger Lugano Lugano, Svizzera Challenger 75 – Cemento (i) 32S/24Q/16D – 91 000€ Singolare – Doppio                           | Borna Ćorić 6–3, 6–1                                                  | Raphaël Collignon                               | Murphy Cassone Dino Prižmić           | Liam Draxl Luca Van Assche Vilius Gaubas Henri Squire                            |
| 24 febbraio | Challenger Lugano Lugano, Svizzera Challenger 75 – Cemento (i) 32S/24Q/16D – 91 000€ Singolare – Doppio                           | Cleeve Harper David Stevenson 4–6, 6–3, [10–8]                        | Jakub Paul David Pel                            | Murphy Cassone Dino Prižmić           | Liam Draxl Luca Van Assche Vilius Gaubas Henri Squire                            |
| 24 febbraio | Rwanda Challenger Kigali, Ruanda Challenger 75 – Terra rossa 32S/24Q/16D – 100 000$ Singolare – Doppio                            | Valentin Royer 6–1, 6–2                                               | Andrej Martin                                   | Maximilian Neuchrist Marco Cecchinato | Mathys Erhard Max Houkes Filip Cristian Jianu Lukas Neumayer                     |
| 24 febbraio | Rwanda Challenger Kigali, Ruanda Challenger 75 – Terra rossa 32S/24Q/16D – 100 000$ Singolare – Doppio                            | Jesper de Jong Max Houkes 6–3, 7–5                                    | Geoffrey Blancaneaux Zdeněk Kolář               | Maximilian Neuchrist Marco Cecchinato | Mathys Erhard Max Houkes Filip Cristian Jianu Lukas Neumayer                     |

### Marzo
| Settimana | Torneo | Campione                                             | Finalista                             | Semifinalisti                               | Eliminati ai quarti                                                                            |
| --------- | --- | ---------------------------------------------------- | ------------------------------------- | ------------------------------------------- | ---------------------------------------------------------------------------------------------- |
| 3 marzo   | Rwanda Challenger II Kigali, Ruanda Challenger 100 – Terra rossa 32S/24Q/16D – 160 000$ Singolare – Doppio                            | Valentin Royer 6–2, 6–4                              | Guy den Ouden                         | Max Houkes Luka Pavlovic                    | Clément Tabur Gabriele Pennaforti Marco Cecchinato Calvin Hemery                               |
| 3 marzo   | Rwanda Challenger II Kigali, Ruanda Challenger 100 – Terra rossa 32S/24Q/16D – 160 000$ Singolare – Doppio                            | Siddhant Banthia Alexander Donski 6–4, 5–7, [10–8]   | Geoffrey Blancaneaux Zdeněk Kolář     | Max Houkes Luka Pavlovic                    | Clément Tabur Gabriele Pennaforti Marco Cecchinato Calvin Hemery                               |
| 3 marzo   | Challenger Córdoba Córdoba, Argentina Challenger 75 – Terra rossa 32S/24Q/16D – 100 000$ Singolare – Doppio                           | Thiago Agustín Tirante 6–4, 6–0                      | Juan Pablo Ficovich                   | Federico Coria Juan Manuel Cerúndolo        | Thiago Monteiro Daniel Elahi Galán Gonzalo Villanueva Juan Pablo Varillas                      |
| 3 marzo   | Challenger Córdoba Córdoba, Argentina Challenger 75 – Terra rossa 32S/24Q/16D – 100 000$ Singolare – Doppio                           | Karol Drzewiecki Piotr Matuszewski 6–4, 6–4          | Fernando Romboli Matías Soto          | Federico Coria Juan Manuel Cerúndolo        | Thiago Monteiro Daniel Elahi Galán Gonzalo Villanueva Juan Pablo Varillas                      |
| 3 marzo   | Thionville Open Thionville, Francia Challenger 75 – Cemento (i) 32S/24Q/16D – 91 000€ Singolare – Doppio                              | Borna Ćorić 6–4, 6–4                                 | Arthur Bouquier                       | Alibek Kačmazov Jurij Rodionov              | Aziz Dougaz Liam Draxl Luca Van Assche Jan Choinski                                            |
| 3 marzo   | Thionville Open Thionville, Francia Challenger 75 – Cemento (i) 32S/24Q/16D – 91 000€ Singolare – Doppio                              | Jakub Paul David Pel 6–1, 6–4                        | Matteo Martineau Luca Sanchez         | Alibek Kačmazov Jurij Rodionov              | Aziz Dougaz Liam Draxl Luca Van Assche Jan Choinski                                            |
| 3 marzo   | Crete Challenger Chersonissos, Grecia Challenger 50 – Cemento 32S/24Q/16D – 54 000€ Singolare – Doppio                                | Edas Butvilas 6–3, 6–3                               | Stuart Parker                         | Zsombor Piros Ryan Peniston                 | Dennis Novak Henry Searle Dimitar Kuzmanov Aslan Karacev                                       |
| 3 marzo   | Crete Challenger Chersonissos, Grecia Challenger 50 – Cemento 32S/24Q/16D – 54 000€ Singolare – Doppio                                | Juan Carlos Prado Ángelo Mark Whitehouse 7–6(7), 6–2 | Dennis Novak Zsombor Piros            | Zsombor Piros Ryan Peniston                 | Dennis Novak Henry Searle Dimitar Kuzmanov Aslan Karacev                                       |
| 10 marzo  | Arizona Tennis Classic Phoenix, Stati Uniti Challenger 175 – Cemento 32S/24Q/16D – 250 000$ Singolare – Doppio                        | João Fonseca 7–6(5), 7–6(0)                          | Aleksandr Bublik                      | Nuno Borges Kei Nishikori                   | Colton Smith Corentin Moutet Hugo Gaston Flavio Cobolli                                        |
| 10 marzo  | Arizona Tennis Classic Phoenix, Stati Uniti Challenger 175 – Cemento 32S/24Q/16D – 250 000$ Singolare – Doppio                        | Marcel Granollers Horacio Zeballos 6–3, 7–6(2)       | Austin Krajicek Rajeev Ram            | Nuno Borges Kei Nishikori                   | Colton Smith Corentin Moutet Hugo Gaston Flavio Cobolli                                        |
| 10 marzo  | Copa Cap Cana Punta Cana, Repubblica Dominicana Challenger 175 – Cemento 32S/24Q/16D – 250 000$ Singolare – Doppio                    | Aleksandar Kovacevic 6–2, 6–3                        | Damir Džumhur                         | Alexandre Müller Jakub Menšík               | Constant Lestienne Daniel Altmaier Miomir Kecmanović Tomás Martín Etcheverry                   |
| 10 marzo  | Copa Cap Cana Punta Cana, Repubblica Dominicana Challenger 175 – Cemento 32S/24Q/16D – 250 000$ Singolare – Doppio                    | Gonzalo Escobar Diego Hidalgo 7–6(5), 6–4            | Petr Nouza Patrik Rikl                | Alexandre Müller Jakub Menšík               | Constant Lestienne Daniel Altmaier Miomir Kecmanović Tomás Martín Etcheverry                   |
| 10 marzo  | Santiago Challenger Santiago del Cile, Cile Challenger 75 – Terra rossa 32S/24Q/16D – 100 000$ Singolare – Doppio                     | Daniel Elahi Galán 7–5, 6–3                          | Thiago Monteiro                       | Ignacio Buse Emilio Nava                    | Genaro Alberto Olivieri João Lucas Reis da Silva Andrea Collarini Matheus Pucinelli de Almeida |
| 10 marzo  | Santiago Challenger Santiago del Cile, Cile Challenger 75 – Terra rossa 32S/24Q/16D – 100 000$ Singolare – Doppio                     | Vasil Kirkov Matías Soto 6–4, 6–3                    | Mateus Alves Luís Britto              | Ignacio Buse Emilio Nava                    | Genaro Alberto Olivieri João Lucas Reis da Silva Andrea Collarini Matheus Pucinelli de Almeida |
| 10 marzo  | Challenger Cherbourg-La Manche Cherbourg, Francia Challenger 75 – Cemento (i) 32S/24Q/16D – 91 000€ Singolare – Doppio                | Pierre-Hugues Herbert 6–3, 6–4                       | Jelle Sels                            | Jurij Rodionov Patrick Zahraj               | Emil Ruusuvuori Matteo Martineau Yuta Shimizu Arthur Fery                                      |
| 10 marzo  | Challenger Cherbourg-La Manche Cherbourg, Francia Challenger 75 – Cemento (i) 32S/24Q/16D – 91 000€ Singolare – Doppio                | Oleg Prihodko Vitaliy Sachko 6–2, 6–2                | Lukáš Pokorný Giorgio Ricca           | Jurij Rodionov Patrick Zahraj               | Emil Ruusuvuori Matteo Martineau Yuta Shimizu Arthur Fery                                      |
| 10 marzo  | Crete Challenger II Chersonissos, Grecia Challenger 50 – Cemento 32S/24Q/16D – 54 000€ Singolare – Doppio                             | Dimitar Kuzmanov 6–4, 6–2                            | Federico Cinà                         | Christoph Negritu Aslan Karacev             | Timofej Skatov Dennis Novak Ergi Kırkın Chris Rodesch                                          |
| 10 marzo  | Crete Challenger II Chersonissos, Grecia Challenger 50 – Cemento 32S/24Q/16D – 54 000€ Singolare – Doppio                             | Stefanos Sakellaridis Petros Tsitsipas 6–2, 6–2      | Ilia Simakin Kelsey Stevenson         | Christoph Negritu Aslan Karacev             | Timofej Skatov Dennis Novak Ergi Kırkın Chris Rodesch                                          |
| 17 marzo  | Paraguay Open Asunción, Paraguay Challenger 75 – Terra rossa 32S/24Q/16D – 100 000$ Singolare – Doppio                                | Emilio Nava 7–5, 6–3                                 | Thiago Monteiro                       | Matheus Pucinelli de Almeida Daniel Vallejo | Álvaro Guillén Meza Román Andrés Burruchaga Tomás Barrios Vera Daniel Elahi Galán              |
| 17 marzo  | Paraguay Open Asunción, Paraguay Challenger 75 – Terra rossa 32S/24Q/16D – 100 000$ Singolare – Doppio                                | Vasil Kirkov Matías Soto 6–3, 6–4                    | Guillermo Durán Mariano Kestelboim    | Matheus Pucinelli de Almeida Daniel Vallejo | Álvaro Guillén Meza Román Andrés Burruchaga Tomás Barrios Vera Daniel Elahi Galán              |
| 17 marzo  | Murcia Open Murcia, Spagna Challenger 75 – Terra rossa 32S/24Q/16D – 91 000€ Singolare – Doppio                                       | Carlos Taberner 7–6(3), 4–6, 6–2                     | Jesper de Jong                        | Kimmer Coppejans Ivan Gakhov                | Márton Fucsovics Pablo Llamas Ruiz Denis Yevseyev Harold Mayot                                 |
| 17 marzo  | Murcia Open Murcia, Spagna Challenger 75 – Terra rossa 32S/24Q/16D – 91 000€ Singolare – Doppio                                       | Grégoire Jacq Orlando Luz 6–4, 6–4                   | Jesper de Jong Mats Hermans           | Kimmer Coppejans Ivan Gakhov                | Márton Fucsovics Pablo Llamas Ruiz Denis Yevseyev Harold Mayot                                 |
| 17 marzo  | Yucatán Open Mérida, Messico Challenger 75 – Terra rossa 32S/24Q/16D – 100 000$ Singolare – Doppio                                    | Felipe Meligeni Alves 6–2, 1–6, 6–2                  | Juan Pablo Ficovich                   | Hugo Dellien Cristian Garín                 | Renzo Olivo Garrett Johns Rodrigo Pacheco Méndez Juan Carlos Prado Ángelo                      |
| 17 marzo  | Yucatán Open Mérida, Messico Challenger 75 – Terra rossa 32S/24Q/16D – 100 000$ Singolare – Doppio                                    | Kilian Feldbausch Rodrigo Pacheco Méndez 6–4, 6–2    | George Goldhoff Trey Hilderbrand      | Hugo Dellien Cristian Garín                 | Renzo Olivo Garrett Johns Rodrigo Pacheco Méndez Juan Carlos Prado Ángelo                      |
| 17 marzo  | Zadar Open Zara, Croazia Challenger 75 – Terra rossa 32S/24Q/16D – 91 000€ Singolare – Doppio                                         | Borna Ćorić 3–6, 6–2, 6–3                            | Valentin Royer                        | Damir Džumhur Enrico Dalla Valle            | Mili Poljičak Filip Cristian Jianu Jozef Kovalík Nerman Fatić                                  |
| 17 marzo  | Zadar Open Zara, Croazia Challenger 75 – Terra rossa 32S/24Q/16D – 91 000€ Singolare – Doppio                                         | Zdeněk Kolář Neil Oberleitner 6–3, 6–4               | Denys Molčanov Mick Veldheer          | Damir Džumhur Enrico Dalla Valle            | Mili Poljičak Filip Cristian Jianu Jozef Kovalík Nerman Fatić                                  |
| 24 marzo  | Morelia Open Morelia, Messico Challenger 125 – Cemento 32S/24Q/16D – 200 000$ Singolare – Doppio                                      | Dmitrij Popko 1–6, 6–2, 6–4                          | James Duckworth                       | Beibit Zhukayev Hugo Grenier                | Alex Hernández Marc-Andrea Hüsler Thiago Agustín Tirante Bernard Tomić                         |
| 24 marzo  | Morelia Open Morelia, Messico Challenger 125 – Cemento 32S/24Q/16D – 200 000$ Singolare – Doppio                                      | Gonzalo Escobar Diego Hidalgo 6–4, 4–6, [10–3]       | Marc-Andrea Hüsler Stefano Napolitano | Beibit Zhukayev Hugo Grenier                | Alex Hernández Marc-Andrea Hüsler Thiago Agustín Tirante Bernard Tomić                         |
| 24 marzo  | Tennis Napoli Cup Napoli, Italia Challenger 125 – Terra rossa 32S/24Q/16D – 181 000€ Singolare – Doppio                               | Vít Kopřiva 3–6, 6–3, 7–6(4)                         | Luciano Darderi                       | Dalibor Svrčina Andrea Pellegrino           | Stan Wawrinka Murkel Dellien Pierre-Hugues Herbert Federico Arnaboldi                          |
| 24 marzo  | Tennis Napoli Cup Napoli, Italia Challenger 125 – Terra rossa 32S/24Q/16D – 181 000€ Singolare – Doppio                               | Alexander Erler Constantin Frantzen 6–4, 6–4         | Geoffrey Blancaneaux Albano Olivetti  | Dalibor Svrčina Andrea Pellegrino           | Stan Wawrinka Murkel Dellien Pierre-Hugues Herbert Federico Arnaboldi                          |
| 24 marzo  | Girona Challenger Gerona, Spagna Challenger 100 – Terra rossa 32S/24Q/16D – 145 000€ Singolare – Doppio                               | Marin Čilić 6–3, 6–4                                 | Elmer Møller                          | Jesper de Jong Dušan Lajović                | Pablo Carreño Busta Sebastian Ofner Timofej Skatov Benjamin Hassan                             |
| 24 marzo  | Girona Challenger Gerona, Spagna Challenger 100 – Terra rossa 32S/24Q/16D – 145 000€ Singolare – Doppio                               | Anirudh Chandrasekar David Vega Hernández 6–4, 6–4   | Grégoire Jacq Orlando Luz             | Jesper de Jong Dušan Lajović                | Pablo Carreño Busta Sebastian Ofner Timofej Skatov Benjamin Hassan                             |
| 24 marzo  | Challenger Concepción Concepción, Cile Challenger 75 – Terra rossa 32S/24Q/16D – 100 000$ Singolare – Doppio                          | Emilio Nava 6–1, 7–6(3)                              | Nicolás Kicker                        | Matías Soto Genaro Alberto Olivieri         | Guido Iván Justo Román Andrés Burruchaga João Lucas Reis da Silva Daniel Elahi Galán           |
| 24 marzo  | Challenger Concepción Concepción, Cile Challenger 75 – Terra rossa 32S/24Q/16D – 100 000$ Singolare – Doppio                          | Vasil Kirkov Matías Soto 6–2, 6–4                    | Seita Watanabe Takeru Yuzuki          | Matías Soto Genaro Alberto Olivieri         | Guido Iván Justo Román Andrés Burruchaga João Lucas Reis da Silva Daniel Elahi Galán           |
| 31 marzo  | Open Menorca Minorca, Spagna Challenger 100 – Terra rossa 32S/24Q/16D – 145 000€ Singolare – Doppio                                   | Vilius Gaubas 6–0, 6–4                               | Pol Martín Tiffon                     | Lukas Neumayer Ignacio Buse                 | Carlos Taberner Elmer Møller Zsombor Piros Sebastian Ofner                                     |
| 31 marzo  | Open Menorca Minorca, Spagna Challenger 100 – Terra rossa 32S/24Q/16D – 145 000€ Singolare – Doppio                                   | Benjamin Hassan Sebastian Ofner 7–5, 6–3             | Andrea Vavassori Matteo Vavassori     | Lukas Neumayer Ignacio Buse                 | Carlos Taberner Elmer Møller Zsombor Piros Sebastian Ofner                                     |
| 31 marzo  | Open Barletta Barletta, Italia Challenger 75 – Terra rossa 32S/24Q/16D – 91 000€ Singolare – Doppio                                   | Dalibor Svrčina 7–5, 6–3                             | Vitaliy Sachko                        | Valentin Royer Maxim Mrva                   | Enrico Dalla Valle Michael Geerts Daniel Evans Matej Dodig                                     |
| 31 marzo  | Open Barletta Barletta, Italia Challenger 75 – Terra rossa 32S/24Q/16D – 91 000€ Singolare – Doppio                                   | Alexander Merino Christoph Negritu 7–6(5), 6–2       | Mats Hermans Tiago Pereira            | Valentin Royer Maxim Mrva                   | Enrico Dalla Valle Michael Geerts Daniel Evans Matej Dodig                                     |
| 31 marzo  | Campeonato Internacional de Tênis de Campinas Campinas, Brasile Challenger 75 – Terra rossa 32S/24Q/16D – 100 000$ Singolare – Doppio | Tomás Barrios Vera 6–4, 6–3                          | Álvaro Guillén Meza                   | Juan Pablo Varillas Matías Soto             | Eduardo Ribeiro Gonzalo Bueno Juan Carlos Prado Ángelo Daniel Dutra da Silva                   |
| 31 marzo  | Campeonato Internacional de Tênis de Campinas Campinas, Brasile Challenger 75 – Terra rossa 32S/24Q/16D – 100 000$ Singolare – Doppio | Mariano Kestelboim Gonzalo Villanueva 6–2, 7–6(5)    | Seita Watanabe Takeru Yuzuki          | Juan Pablo Varillas Matías Soto             | Eduardo Ribeiro Gonzalo Bueno Juan Carlos Prado Ángelo Daniel Dutra da Silva                   |
| 31 marzo  | Morelos Open Cuernavaca, Messico Challenger 75 – Cemento 32S/24Q/16D – 100 000$ Singolare – Doppio                                    | Marc-Andrea Hüsler 6–4, 3–6, 6–4                     | Dmitrij Popko                         | Rafael Jódar Alexis Galarneau               | Rodrigo Pacheco Méndez Aidan Mayo Juan Pablo Ficovich Robin Catry                              |
| 31 marzo  | Morelos Open Cuernavaca, Messico Challenger 75 – Cemento 32S/24Q/16D – 100 000$ Singolare – Doppio                                    | Jody Maginley Alfredo Perez 7–5, 6(5)–7, [10–8]      | Finn Reynolds James Watt              | Rafael Jódar Alexis Galarneau               | Rodrigo Pacheco Méndez Aidan Mayo Juan Pablo Ficovich Robin Catry                              |

### Aprile
| Settimana | Torneo | Campione                                                    | Finalista                                  | Semifinalisti                             | Eliminati ai quarti                                                         |
| --------- | --- | ----------------------------------------------------------- | ------------------------------------------ | ----------------------------------------- | --------------------------------------------------------------------------- |
| 7 aprile  | Mexico City Open Città del Messico, Messico Challenger 125 – Terra rossa 32S/24Q/16D – 200 000$ Singolare – Doppio           | Felipe Meligeni Alves 6–3, 6–3                              | Luka Pavlovic                              | Adrian Mannarino Marc-Andrea Hüsler       | Juan Pablo Varillas Bernard Tomić Alfredo Perez Aziz Dougaz                 |
| 7 aprile  | Mexico City Open Città del Messico, Messico Challenger 125 – Terra rossa 32S/24Q/16D – 200 000$ Singolare – Doppio           | Santiago González Austin Krajicek 7–6(9), 3–6, [10–5]       | Ryan Seggerman Patrik Trhac                | Adrian Mannarino Marc-Andrea Hüsler       | Juan Pablo Varillas Bernard Tomić Alfredo Perez Aziz Dougaz                 |
| 7 aprile  | Open Comunidad de Madrid Madrid, Spagna Challenger 100 – Terra rossa 32S/24Q/16D – 145 000€ Singolare – Doppio               | Kamil Majchrzak 6–3, 4–6, 6–4                               | Marin Čilić                                | Valentin Royer Norbert Gombos             | Zsombor Piros Vilius Gaubas Pavel Kotov Pablo Carreño Busta                 |
| 7 aprile  | Open Comunidad de Madrid Madrid, Spagna Challenger 100 – Terra rossa 32S/24Q/16D – 145 000€ Singolare – Doppio               | Francisco Cabral Lucas Miedler 7–6(2), 6–4                  | Jakub Paul David Pel                       | Valentin Royer Norbert Gombos             | Zsombor Piros Vilius Gaubas Pavel Kotov Pablo Carreño Busta                 |
| 7 aprile  | Monza Open Monza, Italia Challenger 100 – Terra rossa 32S/24Q/16D – 145 000€ Singolare – Doppio                              | Raphaël Collignon 6–3, 7–5                                  | Vitaliy Sachko                             | Dalibor Svrčina Luca Van Assche           | Jan Choinski Filip Misolic Federico Arnaboldi Jacopo Vasamì                 |
| 7 aprile  | Monza Open Monza, Italia Challenger 100 – Terra rossa 32S/24Q/16D – 145 000€ Singolare – Doppio                              | Sander Arends Luke Johnson 6–1, 6–1                         | Filippo Romano Jacopo Vasamì               | Dalibor Svrčina Luca Van Assche           | Jan Choinski Filip Misolic Federico Arnaboldi Jacopo Vasamì                 |
| 7 aprile  | Sarasota Open Sarasota, Stati Uniti Challenger 75 – Terra verde 32S/24Q/16D – 100 000$ Singolare – Doppio                    | Emilio Nava 6–2, 7–6(2)                                     | Liam Draxl                                 | Eliot Spizzirri Federico Agustín Gómez    | Geoffrey Blancaneaux Tomás Barrios Vera Andrés Andrade Filip Cristian Jianu |
| 7 aprile  | Sarasota Open Sarasota, Stati Uniti Challenger 75 – Terra verde 32S/24Q/16D – 100 000$ Singolare – Doppio                    | Robert Cash James Tracy 6–4, 7–6(3)                         | Federico Agustín Gómez Luis David Martínez | Eliot Spizzirri Federico Agustín Gómez    | Geoffrey Blancaneaux Tomás Barrios Vera Andrés Andrade Filip Cristian Jianu |
| 14 aprile | Busan Open Challenger Busan, Corea del Sud Challenger 125 – Cemento 32S/24Q/16D – 200 000$ Singolare – Doppio                | Térence Atmane 6–3, 6–4                                     | Adam Walton                                | Jason Kubler Brandon Holt                 | Yasutaka Uchiyama Chung Hyeon Hsu Yu-hsiou Ilia Simakin                     |
| 14 aprile | Busan Open Challenger Busan, Corea del Sud Challenger 125 – Cemento 32S/24Q/16D – 200 000$ Singolare – Doppio                | Rio Noguchi Yuta Shimizu 7–6(7), 6–4                        | Ray Ho Matthew Romios                      | Jason Kubler Brandon Holt                 | Yasutaka Uchiyama Chung Hyeon Hsu Yu-hsiou Ilia Simakin                     |
| 14 aprile | Oeiras Challenger Oeiras, Portogallo Challenger 125 – Terra rossa 32S/24Q/16D – 181 000€ Singolare – Doppio                  | Elmer Møller 6–0, 6–4                                       | Francisco Comesaña                         | Carlos Taberner Roman Safiullin           | Grégoire Barrère Raphaël Collignon Rémy Bertola Dušan Lajović               |
| 14 aprile | Oeiras Challenger Oeiras, Portogallo Challenger 125 – Terra rossa 32S/24Q/16D – 181 000€ Singolare – Doppio                  | Karol Drzewiecki Piotr Matuszewski 6–4, 3–6, [10–8]         | Francisco Cabral Lucas Miedler             | Carlos Taberner Roman Safiullin           | Grégoire Barrère Raphaël Collignon Rémy Bertola Dušan Lajović               |
| 14 aprile | San Luis Potosí Open San Luis Potosí, Messico Challenger 75 – Terra rossa 32S/24Q/16D – 100 000$ Singolare – Doppio          | James Duckworth 6–1, 6–1                                    | Max Wiskandt                               | Dan Martin Juan Pablo Ficovich            | Alfredo Perez Mateus Alves Miguel Tobón Santiago Rodríguez Taverna          |
| 14 aprile | San Luis Potosí Open San Luis Potosí, Messico Challenger 75 – Terra rossa 32S/24Q/16D – 100 000$ Singolare – Doppio          | Ivan Liutarevich Marcus Willis 6–3, 6–4                     | Trey Hilderbrand Alfredo Perez             | Dan Martin Juan Pablo Ficovich            | Alfredo Perez Mateus Alves Miguel Tobón Santiago Rodríguez Taverna          |
| 14 aprile | Tallahassee Tennis Challenger Tallahassee, Stati Uniti Challenger 75 – Terra verde 32S/24Q/16D – 100 000$ Singolare – Doppio | Chris Rodesch 4–6, 6–3, 6–4                                 | Emilio Nava                                | Mathys Erhard Andrea Collarini            | Murphy Cassone Mitchell Krueger João Lucas Reis da Silva Andrés Andrade     |
| 14 aprile | Tallahassee Tennis Challenger Tallahassee, Stati Uniti Challenger 75 – Terra verde 32S/24Q/16D – 100 000$ Singolare – Doppio | Liam Draxl Cleeve Harper 6–2, 6–3                           | James Cerretani George Goldhoff            | Mathys Erhard Andrea Collarini            | Murphy Cassone Mitchell Krueger João Lucas Reis da Silva Andrés Andrade     |
| 14 aprile | Cote d'Ivoire Open Abidjan, Costa d'Avorio Challenger 50 – Cemento 32S/24Q/16D – 60 000$ Singolare – Doppio                  | Maximus Jones 6–3, 4–6, 6–4                                 | Ričardas Berankis                          | Florent Bax Tibo Colson                   | Giles Hussey Daniil Glinka Michael Geerts Robin Bertrand                    |
| 14 aprile | Cote d'Ivoire Open Abidjan, Costa d'Avorio Challenger 50 – Cemento 32S/24Q/16D – 60 000$ Singolare – Doppio                  | Matt Hulme Thijmen Loof 7–6(3), 6–4                         | Clément Chidekh Jody Maginley              | Florent Bax Tibo Colson                   | Giles Hussey Daniil Glinka Michael Geerts Robin Bertrand                    |
| 21 aprile | Gwangju Open Gwangju, Corea del Sud Challenger 75 – Cemento 32S/24Q/16D – 100 000$ Singolare – Doppio                        | Jason Kubler 7–5, 6(7)–7, 6–3                               | Alibek Kačmazov                            | Tristan Schoolkate Yōsuke Watanuki        | Hugo Grenier Chung Hyeon Brandon Holt Omar Jasika                           |
| 21 aprile | Gwangju Open Gwangju, Corea del Sud Challenger 75 – Cemento 32S/24Q/16D – 100 000$ Singolare – Doppio                        | Ray Ho Matthew Romios 6–3, 7–6(6)                           | Vasil Kirkov Bart Stevens                  | Tristan Schoolkate Yōsuke Watanuki        | Hugo Grenier Chung Hyeon Brandon Holt Omar Jasika                           |
| 21 aprile | Savannah Challenger Savannah, Stati Uniti Challenger 75 – Terra verde 32S/24Q/16D – 100 000$ Singolare – Doppio              | Nicolás Mejía 2–6, 6–2, 7–6(3)                              | Liam Draxl                                 | Eliot Spizzirri Genaro Alberto Olivieri   | Stefan Kozlov Wu Tung-lin Oliver Crawford Andres Martin                     |
| 21 aprile | Savannah Challenger Savannah, Stati Uniti Challenger 75 – Terra verde 32S/24Q/16D – 100 000$ Singolare – Doppio              | Federico Agustín Gómez Luis David Martínez 3–6, 6–3, [10–5] | Mac Kiger Patrick Maloney                  | Eliot Spizzirri Genaro Alberto Olivieri   | Stefan Kozlov Wu Tung-lin Oliver Crawford Andres Martin                     |
| 21 aprile | Cote d'Ivoire Open II Abidjan, Costa d'Avorio Challenger 50 – Cemento 32S/24Q/16D – 60 000$ Singolare – Doppio               | Eliakim Coulibaly 6(3)–7, 6–4, 6–4                          | Aziz Dougaz                                | Michael Geerts Ričardas Berankis          | Philip Henning Aryan Shah Clément Chidekh Aleksandre Bakshi                 |
| 21 aprile | Cote d'Ivoire Open II Abidjan, Costa d'Avorio Challenger 50 – Cemento 32S/24Q/16D – 60 000$ Singolare – Doppio               | Constantin Bittoun Aziz Ouakaa 7–6(5), 7–5                  | Aleksandre Bakshi S D Prajwal Dev          | Michael Geerts Ričardas Berankis          | Philip Henning Aryan Shah Clément Chidekh Aleksandre Bakshi                 |
| 21 aprile | Roma Open Roma, Italia Challenger 50 – Terra rossa 32S/24Q/16D – 54 000€ Singolare – Doppio                                  | Matteo Gigante 6–2, 3–6, 6–4                                | Vilius Gaubas                              | Lukas Neumayer Sandro Kopp                | Andrea Pellegrino Timofej Skatov Federico Arnaboldi Francesco Maestrelli    |
| 21 aprile | Roma Open Roma, Italia Challenger 50 – Terra rossa 32S/24Q/16D – 54 000€ Singolare – Doppio                                  | Erik Grevelius Adam Heinonen 7–6(2), 7–5                    | Marco Bortolotti Giorgio Ricca             | Lukas Neumayer Sandro Kopp                | Andrea Pellegrino Timofej Skatov Federico Arnaboldi Francesco Maestrelli    |
| 21 aprile | Challenger Tucumán San Miguel de Tucumán, Argentina Challenger 50 – Terra rossa 32S/24Q/16D – 60 000$ Singolare – Doppio     | Alex Barrena 7–5, 6–2                                       | Santiago Rodríguez Taverna                 | Andrea Collarini Murkel Dellien           | Facundo Bagnis Juan Bautista Torres Pedro Boscardin Dias Mariano Kestelboim |
| 21 aprile | Challenger Tucumán San Miguel de Tucumán, Argentina Challenger 50 – Terra rossa 32S/24Q/16D – 60 000$ Singolare – Doppio     | Conner Huertas del Pino Federico Zeballos 1–6, 6–2, [10–8]  | Luciano Emanuel Ambrogi Máximo Zeitune     | Andrea Collarini Murkel Dellien           | Facundo Bagnis Juan Bautista Torres Pedro Boscardin Dias Mariano Kestelboim |
| 27 aprile | Estoril Open Estoril, Portogallo Challenger 175 – Terra rossa 32S/24Q/16D – 227 000€ Singolare – Doppio                      | Alex Michelsen 6–4, 6–4                                     | Andrea Pellegrino                          | Aleksandar Vukic Miomir Kecmanović        | Nicolás Jarry Bernabé Zapata Miralles Nuno Borges Luca Nardi                |
| 27 aprile | Estoril Open Estoril, Portogallo Challenger 175 – Terra rossa 32S/24Q/16D – 227 000€ Singolare – Doppio                      | Ariel Behar Joran Vliegen 7–5, 6–3                          | Francisco Cabral Lucas Miedler             | Aleksandar Vukic Miomir Kecmanović        | Nicolás Jarry Bernabé Zapata Miralles Nuno Borges Luca Nardi                |
| 27 aprile | Open du Pays d'Aix Aix-en-Provence, Francia Challenger 175 – Terra rossa 32S/24Q/16D – 227 000€ Singolare – Doppio           | Borna Ćorić 6(5)–7, 6–3, 7–6(4)                             | Stan Wawrinka                              | Borna Gojo Ignacio Buse                   | Nishesh Basavareddy Valentin Vacherot Mariano Navone Reilly Opelka          |
| 27 aprile | Open du Pays d'Aix Aix-en-Provence, Francia Challenger 175 – Terra rossa 32S/24Q/16D – 227 000€ Singolare – Doppio           | Robert Cash James Tracy 7–5, 7–6(5)                         | Théo Arribagé Hugo Nys                     | Borna Gojo Ignacio Buse                   | Nishesh Basavareddy Valentin Vacherot Mariano Navone Reilly Opelka          |
| 27 aprile | Danube Upper Austria Open Mauthausen, Austria Challenger 100 – Terra rossa 32S/24Q/16D – 145 000€ Singolare – Doppio         | Cristian Garín 3–6, 6–1, 6–4                                | Tomás Barrios Vera                         | Jérôme Kym Román Andrés Burruchaga        | Alexander Blockx Marco Trungelliti Neil Oberleitner Thiago Agustín Tirante  |
| 27 aprile | Danube Upper Austria Open Mauthausen, Austria Challenger 100 – Terra rossa 32S/24Q/16D – 145 000€ Singolare – Doppio         | Nico Hipfl Jérôme Kym 7–5, 3–6, [10–2]                      | Ryan Seggerman David Stevenson             | Jérôme Kym Román Andrés Burruchaga        | Alexander Blockx Marco Trungelliti Neil Oberleitner Thiago Agustín Tirante  |
| 27 aprile | Guangzhou International Challenger Canton, Cina Challenger 75 – Cemento 32S/24Q/16D – 100 000$ Singolare – Doppio            | Térence Atmane 6–3, 7–6(4)                                  | Tristan Schoolkate                         | Alibek Kačmazov Brandon Holt              | James McCabe Hugo Grenier Ilia Simakin Hsu Yu-hsiou                         |
| 27 aprile | Guangzhou International Challenger Canton, Cina Challenger 75 – Cemento 32S/24Q/16D – 100 000$ Singolare – Doppio            | Ray Ho Matthew Romios 6–3, 6–4                              | Vasil Kirkov Bart Stevens                  | Alibek Kačmazov Brandon Holt              | James McCabe Hugo Grenier Ilia Simakin Hsu Yu-hsiou                         |
| 27 aprile | Ostrava Open Challenger Ostrava, Repubblica Ceca Challenger 75 – Terra rossa 32S/24Q/16D – 91 000€ Singolare – Doppio        | Zsombor Piros 6–3, 6–2                                      | Hady Habib                                 | Oriol Roca Batalla Gauthier Onclin        | Vít Kopřiva Henri Squire Daniel Rincón Petr Brunclík                        |
| 27 aprile | Ostrava Open Challenger Ostrava, Repubblica Ceca Challenger 75 – Terra rossa 32S/24Q/16D – 91 000€ Singolare – Doppio        | Jan Jermář Stefan Latinović 7–5, 6–3                        | Finn Reynolds James Watt                   | Oriol Roca Batalla Gauthier Onclin        | Vít Kopřiva Henri Squire Daniel Rincón Petr Brunclík                        |
| 27 aprile | Brasil Tennis Open Porto Alegre, Brasile Challenger 50 – Terra rossa 32S/24Q/16D – 60 000$ Singolare – Doppio                | Santiago Rodríguez Taverna 4–6, 6–4, 7–6(6)                 | Nikolás Sánchez Izquierdo                  | Alex Barrena Matheus Pucinelli de Almeida | Lautaro Midón Guido Iván Justo Eduardo Ribeiro João Lucas Reis da Silva     |
| 27 aprile | Brasil Tennis Open Porto Alegre, Brasile Challenger 50 – Terra rossa 32S/24Q/16D – 60 000$ Singolare – Doppio                | Juan Carlos Prado Ángelo Federico Zeballos 7–5, 7–5         | Lautaro Midón Gonzalo Villanueva           | Alex Barrena Matheus Pucinelli de Almeida | Lautaro Midón Guido Iván Justo Eduardo Ribeiro João Lucas Reis da Silva     |

### Maggio
| Settimana | Torneo | Campione                                                    | Finalista                                       | Semifinalisti                        | Eliminati ai quarti                                                      |
| --------- | --- | ----------------------------------------------------------- | ----------------------------------------------- | ------------------------------------ | ------------------------------------------------------------------------ |
| 5 maggio  | Wuxi Open Wuxi, Cina Challenger 100 – Cemento 32S/24Q/16D – 160 000$ Singolare – Doppio                                              | Sun Fajing 7–6(4), 6–4                                      | Alex Bolt                                       | Ilia Simakin Térence Atmane          | Yusuke Takahashi Ryan Peniston Rio Noguchi Cui Jie                       |
| 5 maggio  | Wuxi Open Wuxi, Cina Challenger 100 – Cemento 32S/24Q/16D – 160 000$ Singolare – Doppio                                              | Vasil Kirkov Bart Stevens 3–6, 7–5, [10–6]                  | Ray Ho Matthew Romios                           | Ilia Simakin Térence Atmane          | Yusuke Takahashi Ryan Peniston Rio Noguchi Cui Jie                       |
| 5 maggio  | Internazionali di Tennis d'Abruzzo Francavilla al Mare, Italia Challenger 75 – Terra rossa 32S/24Q/16D – 91 000€ Singolare – Doppio  | Francesco Maestrelli 6–4, 6–4                               | Valentin Vacherot                               | Dominic Stricker Mark Lajal          | Kimmer Coppejans Benoît Paire Elias Ymer Carlos Sánchez Jover            |
| 5 maggio  | Internazionali di Tennis d'Abruzzo Francavilla al Mare, Italia Challenger 75 – Terra rossa 32S/24Q/16D – 91 000€ Singolare – Doppio  | Luis David Martínez Facundo Mena 7–5, 2–6, [10–6]           | Théo Arribagé Grégoire Jacq                     | Dominic Stricker Mark Lajal          | Kimmer Coppejans Benoît Paire Elias Ymer Carlos Sánchez Jover            |
| 5 maggio  | I. ČLTK Prague Open Praga, Repubblica Ceca Challenger 75 – Terra rossa 32S/24Q/16D – 91 000€ Singolare – Doppio                      | Filip Misolic 6–4, 6–0                                      | Guy den Ouden                                   | Lukáš Klein Martín Landaluce         | Maxime Chazal Mees Röttgering Alexander Blockx Nicolai Budkov Kjær       |
| 5 maggio  | I. ČLTK Prague Open Praga, Repubblica Ceca Challenger 75 – Terra rossa 32S/24Q/16D – 91 000€ Singolare – Doppio                      | Denys Molčanov Matěj Vocel 7–6(3), 6–3                      | David Pichler Jurij Rodionov                    | Lukáš Klein Martín Landaluce         | Maxime Chazal Mees Röttgering Alexander Blockx Nicolai Budkov Kjær       |
| 5 maggio  | Santos Brasil Tennis Cup Santos, Brasile Challenger 50 – Terra rossa 32S/24Q/16D – 60 000$ Singolare – Doppio                        | Álvaro Guillén Meza 6–3, 7–6(12)                            | Matheus Pucinelli de Almeida                    | Franco Roncadelli Nicolás Kicker     | Renzo Olivo Gonzalo Villanueva Lautaro Midón Gianluca Mager              |
| 5 maggio  | Santos Brasil Tennis Cup Santos, Brasile Challenger 50 – Terra rossa 32S/24Q/16D – 60 000$ Singolare – Doppio                        | Pedro Boscardin Dias Gonzalo Villanueva 6–2, 6(3)–7, [10–7] | Boris Arias Federico Zeballos                   | Franco Roncadelli Nicolás Kicker     | Renzo Olivo Gonzalo Villanueva Lautaro Midón Gianluca Mager              |
| 12 maggio | Tournoi International de Tennis de Bordeaux Bordeaux, Francia Challenger 175 – Terra rossa 32S/24Q/16D – 227 000€ Singolare – Doppio | Giovanni Mpetshi Perricard 6–3, 6(5)–7, 7–5                 | Nik'oloz Basilashvili                           | Tallon Griekspoor Rinky Hijikata     | Brandon Nakashima Térence Atmane Aleksandr Ševčenko Benjamin Hassan      |
| 12 maggio | Tournoi International de Tennis de Bordeaux Bordeaux, Francia Challenger 175 – Terra rossa 32S/24Q/16D – 227 000€ Singolare – Doppio | Francisco Cabral Lucas Miedler 7–6(1), 7–6(2)               | Yuki Bhambri Robert Galloway                    | Tallon Griekspoor Rinky Hijikata     | Brandon Nakashima Térence Atmane Aleksandr Ševčenko Benjamin Hassan      |
| 12 maggio | Piemonte Open Torino, Italia Challenger 175 – Terra rossa 32S/24Q/16D – 227 000€ Singolare – Doppio                                  | Aleksandr Bublik 6–3, 6–3                                   | Bu Yunchaokete                                  | Daniel Altmaier Camilo Ugo Carabelli | Flavio Cobolli Tomás Martín Etcheverry Tseng Chun-hsin Francesco Passaro |
| 12 maggio | Piemonte Open Torino, Italia Challenger 175 – Terra rossa 32S/24Q/16D – 227 000€ Singolare – Doppio                                  | Ariel Behar Joran Vliegen 6–2, 6–4                          | Robin Haase Hendrik Jebens                      | Daniel Altmaier Camilo Ugo Carabelli | Flavio Cobolli Tomás Martín Etcheverry Tseng Chun-hsin Francesco Passaro |
| 12 maggio | Oeiras Challenger II Oeiras, Portogallo Challenger 100 – Terra rossa 32S/24Q/16D – 145 000€ Singolare – Doppio                       | Cristian Garín 7–6(3), 4–6, 6–2                             | Mitchell Krueger                                | Hady Habib Román Andrés Burruchaga   | Wu Yibing Thiago Agustín Tirante Giulio Zeppieri Gastão Elias            |
| 12 maggio | Oeiras Challenger II Oeiras, Portogallo Challenger 100 – Terra rossa 32S/24Q/16D – 145 000€ Singolare – Doppio                       | Andreas Mies David Vega Hernández 6–4, 6–4                  | Marcelo Demoliner David Pichler                 | Hady Habib Román Andrés Burruchaga   | Wu Yibing Thiago Agustín Tirante Giulio Zeppieri Gastão Elias            |
| 12 maggio | Tunis Open Tunisi, Tunisia Challenger 75 – Terra rossa 32S/24Q/16D – 100 000$ Singolare – Doppio                                     | Zsombor Piros 7–5, 7–6(3)                                   | Titouan Droguet                                 | Chris Rodesch Ivan Gakhov            | Valentin Royer Federico Coria Coleman Wong Francesco Maestrelli          |
| 12 maggio | Tunis Open Tunisi, Tunisia Challenger 75 – Terra rossa 32S/24Q/16D – 100 000$ Singolare – Doppio                                     | Hynek Bartoň Michael Vrbenský 5–7, 6–4, [10–7]              | Siddhant Banthia Alexander Donski               | Chris Rodesch Ivan Gakhov            | Valentin Royer Federico Coria Coleman Wong Francesco Maestrelli          |
| 12 maggio | Zagreb Open Zagabria, Croazia Challenger 75 – Terra rossa 32S/24Q/16D – 91 000€ Singolare – Doppio                                   | Dino Prižmić 6–2, 0–0 rit.                                  | Luca Van Assche                                 | Luka Pavlovic Marco Trungelliti      | Mili Poljičak Filip Misolic Harold Mayot Jérôme Kym                      |
| 12 maggio | Zagreb Open Zagabria, Croazia Challenger 75 – Terra rossa 32S/24Q/16D – 91 000€ Singolare – Doppio                                   | Matej Dodig Nino Serdarušić 6–4, 6–4                        | Luka Mikrut Mili Poljičak                       | Luka Pavlovic Marco Trungelliti      | Mili Poljičak Filip Misolic Harold Mayot Jérôme Kym                      |
| 12 maggio | Open Bogotá Bogotà, Colombia Challenger 50 – Terra rossa 32S/24Q/16D – 60 000$ Singolare – Doppio                                    | Patrick Kypson 6–1, 6–3                                     | Pedro Sakamoto                                  | Pedro Rodrigues Hernán Casanova      | Nicolás Álvarez Varona Mateo Barreiros Reyes Zdeněk Kolář Elmar Ejupovic |
| 12 maggio | Open Bogotá Bogotà, Colombia Challenger 50 – Terra rossa 32S/24Q/16D – 60 000$ Singolare – Doppio                                    | Luís Britto Zdeněk Kolář 6–4, 7–6(4)                        | Arklon Huertas del Pino Conner Huertas del Pino | Pedro Rodrigues Hernán Casanova      | Nicolás Álvarez Varona Mateo Barreiros Reyes Zdeněk Kolář Elmar Ejupovic |
| 19 maggio | Macedonian Open Skopje, Macedonia del Nord Challenger 75 – Terra rossa 32S/24Q/16D – 91 000€ Singolare – Doppio                      | Jay Clarke 6–2, 6–3                                         | Nerman Fatić                                    | Hugo Dellien Mili Poljičak           | Daniel Michalski Joel Schwärzler Michael Geerts Christoph Negritu        |
| 19 maggio | Macedonian Open Skopje, Macedonia del Nord Challenger 75 – Terra rossa 32S/24Q/16D – 91 000€ Singolare – Doppio                      | Andrew Paulson Michael Vrbenský 2–6, 6–4, [10–6]            | Sriram Balaji Miguel Ángel Reyes-Varela         | Hugo Dellien Mili Poljičak           | Daniel Michalski Joel Schwärzler Michael Geerts Christoph Negritu        |
| 19 maggio | Mziuri Cup Tbilisi, Georgia Challenger 50 – Cemento 32S/24Q/16D – 60 000$ Singolare – Doppio                                         | Saba Purtseladze 7–6(5), 6–4                                | Federico Cinà                                   | Charles Broom Martin Damm            | Lukáš Pokorný Eliakim Coulibaly Daniil Glinka George Loffhagen           |
| 19 maggio | Mziuri Cup Tbilisi, Georgia Challenger 50 – Cemento 32S/24Q/16D – 60 000$ Singolare – Doppio                                         | Masamichi Imamura Naoki Tajima 1–6, 6–3, [10–5]             | Siddhant Banthia Ramkumar Ramanathan            | Charles Broom Martin Damm            | Lukáš Pokorný Eliakim Coulibaly Daniil Glinka George Loffhagen           |
| 26 maggio | Little Rock Challenger Little Rock, Stati Uniti Challenger 75 – Cemento 32S/24Q/16D – 100 000$ Singolare – Doppio                    | Patrick Kypson 6–1, 1–6, 7–5                                | Michael Zheng                                   | Andrés Andrade Liam Draxl            | Rio Noguchi Naoki Nakagawa Andres Martin Kenta Miyoshi                   |
| 26 maggio | Little Rock Challenger Little Rock, Stati Uniti Challenger 75 – Cemento 32S/24Q/16D – 100 000$ Singolare – Doppio                    | Aziz Dougaz Antoine Escoffier 6–2, 6–3                      | Andrés Andrade Nicolás Mejía                    | Andrés Andrade Liam Draxl            | Rio Noguchi Naoki Nakagawa Andres Martin Kenta Miyoshi                   |
| 26 maggio | Internazionali Città di Vicenza Vicenza, Italia Challenger 75 – Terra rossa 32S/24Q/16D – 91 000€ Singolare – Doppio                 | Tseng Chun-hsin 6–3, 6–4                                    | Lukas Neumayer                                  | Chris Rodesch Jérôme Kym             | Joel Schwärzler Facundo Mena Ignacio Buse Duje Ajduković                 |
| 26 maggio | Internazionali Città di Vicenza Vicenza, Italia Challenger 75 – Terra rossa 32S/24Q/16D – 91 000€ Singolare – Doppio                 | Federico Bondioli Stefano Travaglia 6–2, 6–1                | August Holmgren Johannes Ingildsen              | Chris Rodesch Jérôme Kym             | Joel Schwärzler Facundo Mena Ignacio Buse Duje Ajduković                 |
| 26 maggio | Moldova Open Chișinău, Moldavia Challenger 50 – Cemento 32S/24Q/16D – 54 000€ Singolare – Doppio                                     | Clément Chidekh 7–6(6), 7–5                                 | Ilia Simakin                                    | Giles Hussey Toby Samuel             | Petr Bar Biryukov Kaichi Uchida Stuart Parker Robert Strombachs          |
| 26 maggio | Moldova Open Chișinău, Moldavia Challenger 50 – Cemento 32S/24Q/16D – 54 000€ Singolare – Doppio                                     | Szymon Kielan Filip Pieczonka 6–4, 6–0                      | Lukáš Pokorný Ilia Simakin                      | Giles Hussey Toby Samuel             | Petr Bar Biryukov Kaichi Uchida Stuart Parker Robert Strombachs          |

### Giugno
| Settimana | Torneo | Campione                                                       | Finalista                                     | Semifinalisti                                 | Eliminati ai quarti                                                                   |
| --------- | --- | -------------------------------------------------------------- | --------------------------------------------- | --------------------------------------------- | ------------------------------------------------------------------------------------- |
| 2 giugno  | Birmingham Open Birmingham, Regno Unito Challenger 125 – Erba 32S/24Q/16D – 181 000€ Singolare – Doppio                          | Otto Virtanen 6–4, 6–4                                         | Colton Smith                                  | Rinky Hijikata Brandon Holt                   | Lloyd Harris Alex Bolt Coleman Wong Adrian Mannarino                                  |
| 2 giugno  | Birmingham Open Birmingham, Regno Unito Challenger 125 – Erba 32S/24Q/16D – 181 000€ Singolare – Doppio                          | Marcelo Demoliner Sadio Doumbia 6–4, 3–6, [10–5]               | Diego Hidalgo Patrik Trhac                    | Rinky Hijikata Brandon Holt                   | Lloyd Harris Alex Bolt Coleman Wong Adrian Mannarino                                  |
| 2 giugno  | Heilbronner Neckarcup Bad Rappenau, Germania Challenger 100 – Terra rossa 32S/24Q/16D – 145 000€ Singolare – Doppio              | Ignacio Buse 7–5, 7–5                                          | Guy den Ouden                                 | Marko Topo Marco Trungelliti                  | Facundo Mena Emilio Nava Rodrigo Pacheco Méndez Francesco Passaro                     |
| 2 giugno  | Heilbronner Neckarcup Bad Rappenau, Germania Challenger 100 – Terra rossa 32S/24Q/16D – 145 000€ Singolare – Doppio              | Vasil Kirkov Bart Stevens 7–6(5), 4–6, [10–7]                  | Jakob Schnaitter Mark Wallner                 | Marko Topo Marco Trungelliti                  | Facundo Mena Emilio Nava Rodrigo Pacheco Méndez Francesco Passaro                     |
| 2 giugno  | Czech Open Prostějov, Rep. Ceca Challenger 100 – Terra rossa 32S/24Q/16D – 145 000€ Singolare – Doppio                           | Hugo Dellien 6–3, 6–4                                          | Tseng Chun-hsin                               | Vitaliy Sachko Alejandro Tabilo               | Aleksandr Ševčenko Dimitar Kuzmanov Jurij Rodionov Zsombor Piros                      |
| 2 giugno  | Czech Open Prostějov, Rep. Ceca Challenger 100 – Terra rossa 32S/24Q/16D – 145 000€ Singolare – Doppio                           | Petr Nouza Patrik Rikl 4–6, 6–3, [10–4]                        | Lukáš Pokorný Dalibor Svrčina                 | Vitaliy Sachko Alejandro Tabilo               | Aleksandr Ševčenko Dimitar Kuzmanov Jurij Rodionov Zsombor Piros                      |
| 2 giugno  | Tyler Tennis Championships Tyler, Stati Uniti Challenger 75 – Cemento 32S/24Q/16D – 100 000$ Singolare – Doppio                  | Wu Yibing 6–4, 3–6, 6–3                                        | Zhou Yi                                       | Karue Sell Patrick Kypson                     | Andres Martin Alex Rybakov Rio Noguchi Trevor Svajda                                  |
| 2 giugno  | Tyler Tennis Championships Tyler, Stati Uniti Challenger 75 – Cemento 32S/24Q/16D – 100 000$ Singolare – Doppio                  | Finn Reynolds James Watt 6–3, 6–1                              | Álex Martínez Adrià Soriano Barrera           | Karue Sell Patrick Kypson                     | Andres Martin Alex Rybakov Rio Noguchi Trevor Svajda                                  |
| 9 giugno  | Ilkley Open Ilkley, Regno Unito Challenger 125 – Erba 32S/24Q/16D – 181 000€ Singolare – Doppio                                  | Tristan Schoolkate 6(8)–7, 6–4, 6–3                            | Jack Pinnington Jones                         | Zachary Svajda Shintarō Mochizuki             | Shō Shimabukuro Leandro Riedi Martín Landaluce Oliver Crawford                        |
| 9 giugno  | Ilkley Open Ilkley, Regno Unito Challenger 125 – Erba 32S/24Q/16D – 181 000€ Singolare – Doppio                                  | Diego Hidalgo Patrik Trhac 6–3, 6(8)–7, [10–7]                 | Charles Broom Ben Jones                       | Zachary Svajda Shintarō Mochizuki             | Shō Shimabukuro Leandro Riedi Martín Landaluce Oliver Crawford                        |
| 9 giugno  | Internazionali di Tennis Città di Perugia Perugia, Italia Challenger 125 – Terra rossa 32S/24Q/16D – 181 000€ Singolare – Doppio | Andrea Pellegrino 6–2, 6–4                                     | Nerman Fatić                                  | Luca Nardi Pierluigi Basile                   | Francesco Passaro Luka Pavlovic Dalibor Svrčina Federico Arnaboldi                    |
| 9 giugno  | Internazionali di Tennis Città di Perugia Perugia, Italia Challenger 125 – Terra rossa 32S/24Q/16D – 181 000€ Singolare – Doppio | Romain Arneodo Manuel Guinard 3–6, 6–3, [10–5]                 | Robin Haase Vasil Kirkov                      | Luca Nardi Pierluigi Basile                   | Francesco Passaro Luka Pavlovic Dalibor Svrčina Federico Arnaboldi                    |
| 9 giugno  | Bratislava Open Bratislava, Slovacchia Challenger 100 – Terra rossa 32S/24Q/16D – 145 000€ Singolare – Doppio                    | Dino Prižmić 6–4, 7–6(6)                                       | Valentin Royer                                | Aleksandr Ševčenko Cristian Garín             | Federico Cinà Marko Topo Matej Dodig Henrique Rocha                                   |
| 9 giugno  | Bratislava Open Bratislava, Slovacchia Challenger 100 – Terra rossa 32S/24Q/16D – 145 000€ Singolare – Doppio                    | Andrew Paulson Matěj Vocel 6–1, 6–4                            | Jiří Barnat Filip Duda                        | Aleksandr Ševčenko Cristian Garín             | Federico Cinà Marko Topo Matej Dodig Henrique Rocha                                   |
| 9 giugno  | Open de Lyon Challenger Lione, Francia Challenger 100 – Terra rossa 32S/24Q/16D – 145 000€ Singolare – Doppio                    | Marco Trungelliti 6–3, 4–6, 6–3                                | Daniel Mérida                                 | Gauthier Onclin Clément Tabur                 | Pablo Carreño Busta Luca Van Assche Dimitar Kuzmanov Hsu Yu-hsiou                     |
| 9 giugno  | Open de Lyon Challenger Lione, Francia Challenger 100 – Terra rossa 32S/24Q/16D – 145 000€ Singolare – Doppio                    | Hsu Yu-hsiou Kaichi Uchida 1–6, 6–3, [12–10]                   | Luca Sanchez Seita Watanabe                   | Gauthier Onclin Clément Tabur                 | Pablo Carreño Busta Luca Van Assche Dimitar Kuzmanov Hsu Yu-hsiou                     |
| 9 giugno  | AAT Challenger Santa Fe Santa Fe, Argentina Challenger 50 – Terra rossa 32S/24Q/16D – 60 000$ Singolare – Doppio                 | João Lucas Reis da Silva 6–4, 6–3                              | Lautaro Midón                                 | Andrea Collarini Dali Blanch                  | Gonzalo Bueno Hernán Casanova Matheus Pucinelli de Almeida Santiago Rodríguez Taverna |
| 9 giugno  | AAT Challenger Santa Fe Santa Fe, Argentina Challenger 50 – Terra rossa 32S/24Q/16D – 60 000$ Singolare – Doppio                 | Mariano Kestelboim Gonzalo Villanueva 6–1, 2–6, [11–9]         | Santiago de la Fuente Genaro Alberto Olivieri | Andrea Collarini Dali Blanch                  | Gonzalo Bueno Hernán Casanova Matheus Pucinelli de Almeida Santiago Rodríguez Taverna |
| 16 giugno | Nottingham Open Nottingham, Regno Unito Challenger 125 – Erba 32S/24Q/16D – 181 000€ Singolare – Doppio                          | Marin Čilić 6–2, 6–3                                           | Shintarō Mochizuki                            | Colton Smith Martín Landaluce                 | Emilio Nava Jaime Faria Térence Atmane Tomás Barrios Vera                             |
| 16 giugno | Nottingham Open Nottingham, Regno Unito Challenger 125 – Erba 32S/24Q/16D – 181 000€ Singolare – Doppio                          | Santiago González Austin Krajicek 7–6(2), 6–4                  | Fernando Romboli John-Patrick Smith           | Colton Smith Martín Landaluce                 | Emilio Nava Jaime Faria Térence Atmane Tomás Barrios Vera                             |
| 16 giugno | Emilia-Romagna Tennis Cup Sassuolo, Italia Challenger 125 – Terra rossa 32S/24Q/16D – 181 000€ Singolare – Doppio                | Carlos Taberner 7–6(1), 6–2                                    | Dušan Lajović                                 | Francesco Passaro Rodrigo Pacheco Méndez      | Luca Van Assche Elias Ymer Francesco Maestrelli Daniel Rincón                         |
| 16 giugno | Emilia-Romagna Tennis Cup Sassuolo, Italia Challenger 125 – Terra rossa 32S/24Q/16D – 181 000€ Singolare – Doppio                | Matthew Romios Ryan Seggerman 7–6(4), 3–6, [10–7]              | Alexander Erler Constantin Frantzen           | Francesco Passaro Rodrigo Pacheco Méndez      | Luca Van Assche Elias Ymer Francesco Maestrelli Daniel Rincón                         |
| 16 giugno | Poznań Open Poznań, Polonia Challenger 100 – Terra rossa 32S/24Q/16D – 145 000€ Singolare – Doppio                               | Filip Misolic 6–2, 6–0                                         | Dalibor Svrčina                               | Cristian Garín Thiago Agustín Tirante         | Martin Krumich Jurij Rodionov Hynek Bartoň Lorenzo Giustino                           |
| 16 giugno | Poznań Open Poznań, Polonia Challenger 100 – Terra rossa 32S/24Q/16D – 145 000€ Singolare – Doppio                               | Sergio Martos Gornés Vijay Sundar Prashanth 2–6, 7–5, [10–8]   | Alexandru Jecan Bogdan Pavel                  | Cristian Garín Thiago Agustín Tirante         | Martin Krumich Jurij Rodionov Hynek Bartoň Lorenzo Giustino                           |
| 16 giugno | Royan Atlantique Open Royan, Francia Challenger 50 – Terra rossa 32S/24Q/16D – 54 000€ Singolare – Doppio                        | Titouan Droguet 4–6, 6–1, 6–4                                  | Dimitar Kuzmanov                              | Mika Brunold Daniel Mérida                    | Enzo Couacaud Andrés Santamarta Roig Kilian Feldbausch Luka Mikrut                    |
| 16 giugno | Royan Atlantique Open Royan, Francia Challenger 50 – Terra rossa 32S/24Q/16D – 54 000€ Singolare – Doppio                        | Matej Dodig Nino Serdarušić 7–5, 6(4)–7, [12–10]               | Adil Kalyanpur Parikshit Somani               | Mika Brunold Daniel Mérida                    | Enzo Couacaud Andrés Santamarta Roig Kilian Feldbausch Luka Mikrut                    |
| 16 giugno | Santa Cruz Challenger Santa Cruz de la Sierra, Bolivia Challenger 50 – Terra rossa 32S/24Q/16D – 60 000$ Singolare – Doppio      | Alex Barrena 5–7, 7–5, 6–3                                     | Franco Roncadelli                             | João Lucas Reis da Silva Juan Manuel La Serna | Gonzalo Villanueva Lucas Gerch Bautista Vilicich Lautaro Midón                        |
| 16 giugno | Santa Cruz Challenger Santa Cruz de la Sierra, Bolivia Challenger 50 – Terra rossa 32S/24Q/16D – 60 000$ Singolare – Doppio      | Mariano Kestelboim Gonzalo Villanueva 6–3, 6–2                 | Boris Arias Federico Zeballos                 | João Lucas Reis da Silva Juan Manuel La Serna | Gonzalo Villanueva Lucas Gerch Bautista Vilicich Lautaro Midón                        |
| 23 giugno | Milano ATP Challenger Milano, Italia Challenger 75 – Terra rossa 32S/24Q/16D – 91 000€ Singolare – Doppio                        | Marco Cecchinato 6–2, 6–3                                      | Dino Prižmić                                  | Rafael Jódar Jacopo Vasamì                    | Christoph Negritu Arthur Géa Max Houkes Luka Mikrut                                   |
| 23 giugno | Milano ATP Challenger Milano, Italia Challenger 75 – Terra rossa 32S/24Q/16D – 91 000€ Singolare – Doppio                        | Matthew Romios Ryan Seggerman 3–6, 7–5, [10–8]                 | George Goldhoff Ray Ho                        | Rafael Jódar Jacopo Vasamì                    | Christoph Negritu Arthur Géa Max Houkes Luka Mikrut                                   |
| 23 giugno | Lima Challenger Lima, Perù Challenger 50 – Terra rossa 32S/24Q/16D – 60 000$ Singolare – Doppio                                  | Juan Carlos Prado Ángelo 6–4, 7–5                              | Gonzalo Bueno                                 | Dali Blanch Pedro Boscardin Dias              | Nicolás Mejía Alex Barrena Matheus Pucinelli de Almeida Genaro Alberto Olivieri       |
| 23 giugno | Lima Challenger Lima, Perù Challenger 50 – Terra rossa 32S/24Q/16D – 60 000$ Singolare – Doppio                                  | Boris Arias Federico Zeballos 6–2, 1–6, [12–10]                | Sekou Bangoura Roy Stepanov                   | Dali Blanch Pedro Boscardin Dias              | Nicolás Mejía Alex Barrena Matheus Pucinelli de Almeida Genaro Alberto Olivieri       |
| 30 giugno | Brașov Challenger Brașov, Romania Challenger 75 – Terra rossa 32S/24Q/16D – 91 000€ Singolare – Doppio                           | Francesco Maestrelli 7–6(7), 6–4                               | Luka Pavlovic                                 | Tom Paris Juan Pablo Ficovich                 | Marko Topo Radu Mihai Papoe Gabi Adrian Boitan Frederico Ferreira Silva               |
| 30 giugno | Brașov Challenger Brașov, Romania Challenger 75 – Terra rossa 32S/24Q/16D – 91 000€ Singolare – Doppio                           | Vladyslav Orlov Santiago Rodríguez Taverna 4–6, 7–6(5), [10–7] | Alexandru Jecan Bogdan Pavel                  | Tom Paris Juan Pablo Ficovich                 | Marko Topo Radu Mihai Papoe Gabi Adrian Boitan Frederico Ferreira Silva               |
| 30 giugno | Modena Challenger Modena, Italia Challenger 75 – Terra rossa 32S/24Q/16D – 91 000€ Singolare – Doppio                            | Stefano Travaglia 6–4, 6–3                                     | Thiago Seyboth Wild                           | Jérôme Kym Federico Cinà                      | Marco Cecchinato Stefanos Sakellaridis Juan Manuel Cerúndolo Andrea Pellegrino        |
| 30 giugno | Modena Challenger Modena, Italia Challenger 75 – Terra rossa 32S/24Q/16D – 91 000€ Singolare – Doppio                            | Federico Agustín Gómez Luis David Martínez 7–5, 7–6(5)         | Johannes Ingildsen Miloš Karol                | Jérôme Kym Federico Cinà                      | Marco Cecchinato Stefanos Sakellaridis Juan Manuel Cerúndolo Andrea Pellegrino        |
| 30 giugno | Cary Tennis Classic Cary, Stati Uniti Challenger 75 – Cemento 32S/24Q/16D – 100 000$ Singolare – Doppio                          | Rei Sakamoto 6–1, 6–4                                          | Liam Draxl                                    | Patrick Kypson Wu Yibing                      | Tristan Schoolkate Alexis Galarneau Michael Zheng Aidan Mayo                          |
| 30 giugno | Cary Tennis Classic Cary, Stati Uniti Challenger 75 – Cemento 32S/24Q/16D – 100 000$ Singolare – Doppio                          | Finn Reynolds James Watt 6–3, 6(2)–7, [10–5]                   | Patrick Harper Trey Hilderbrand               | Patrick Kypson Wu Yibing                      | Tristan Schoolkate Alexis Galarneau Michael Zheng Aidan Mayo                          |
| 30 giugno | Internationaux de Tennis de Troyes Troyes, Francia Challenger 50 – Terra rossa 32S/24Q/16D – 54 000€ Singolare – Doppio          | Jan Choinski 6–4, 6(4)–7, 6–2                                  | Calvin Hemery                                 | Marco Trungelliti Jacopo Berrettini           | Nikolás Sánchez Izquierdo Harold Mayot Norbert Gombos Javier Barranco Cosano          |
| 30 giugno | Internationaux de Tennis de Troyes Troyes, Francia Challenger 50 – Terra rossa 32S/24Q/16D – 54 000€ Singolare – Doppio          | Mario Mansilla Díez Bruno Pujol Navarro 7–6(3), 7–6(2)         | David Poljak Tim Rühl                         | Marco Trungelliti Jacopo Berrettini           | Nikolás Sánchez Izquierdo Harold Mayot Norbert Gombos Javier Barranco Cosano          |

### Luglio
| Settimana | Torneo | Campione                                                                                           | Finalista                            | Semifinalisti                         | Eliminati ai quarti                                                                |
| --------- | --- | -------------------------------------------------------------------------------------------------- | ------------------------------------ | ------------------------------------- | ---------------------------------------------------------------------------------- |
| 7 luglio  | Hall of Fame Open Newport, Stati Uniti Challenger 125 – Erba 32S/24Q/16D – 91 000$ Singolare – Doppio                     | Zachary Svajda 7–5, 6–3                                                                            | Adrian Mannarino                     | Eliot Spizzirri Antoine Ghibaudo      | Yōsuke Watanuki Tristan Schoolkate Bernard Tomić James Watt                        |
| 7 luglio  | Hall of Fame Open Newport, Stati Uniti Challenger 125 – Erba 32S/24Q/16D – 91 000$ Singolare – Doppio                     | Robert Cash James Tracy 7–6(3), 6–3                                                                | Hans Hach Verdugo Cristian Rodríguez | Eliot Spizzirri Antoine Ghibaudo      | Yōsuke Watanuki Tristan Schoolkate Bernard Tomić James Watt                        |
| 7 luglio  | Braunschweig Open Braunschweig, Germania Challenger 125 – Terra rossa 32S/24Q/16D – 181 000€ Singolare – Doppio           | Mariano Navone 6–3, 7–5                                                                            | Juan Manuel Cerúndolo                | Filip Misolic Alex Molčan             | Yannick Hanfmann Botic van de Zandschulp Raphaël Collignon Roberto Carballés Baena |
| 7 luglio  | Braunschweig Open Braunschweig, Germania Challenger 125 – Terra rossa 32S/24Q/16D – 181 000€ Singolare – Doppio           | Vasil Kirkov Bart Stevens 6–2, 6–3                                                                 | Alexander Merino Christoph Negritu   | Filip Misolic Alex Molčan             | Yannick Hanfmann Botic van de Zandschulp Raphaël Collignon Roberto Carballés Baena |
| 7 luglio  | Iași Open Iași, Romania Challenger 100 – Terra rossa 32S/24Q/16D – 145 000€ Singolare – Doppio                            | Elmer Møller 3–6, 6–1, 7–6(2)                                                                      | Titouan Droguet                      | Duje Ajduković Stan Wawrinka          | João Lucas Reis da Silva Murkel Dellien Francesco Maestrelli Radu Albot            |
| 7 luglio  | Iași Open Iași, Romania Challenger 100 – Terra rossa 32S/24Q/16D – 145 000€ Singolare – Doppio                            | Szymon Kielan Filip Pieczonka 7–5, 6–3                                                             | Cleeve Harper Ryan Seggerman         | Duje Ajduković Stan Wawrinka          | João Lucas Reis da Silva Murkel Dellien Francesco Maestrelli Radu Albot            |
| 7 luglio  | Città di Trieste Challenger Trieste, Italia Challenger 100 – Terra rossa 32S/24Q/16D – 145 000€ Singolare – Doppio        | Matej Dodig 6–3, 6–4                                                                               | Thiago Agustín Tirante               | Sumit Nagal Facundo Díaz Acosta       | Maxim Mrva Lukas Neumayer Stefano Travaglia Santiago Rodríguez Taverna             |
| 7 luglio  | Città di Trieste Challenger Trieste, Italia Challenger 100 – Terra rossa 32S/24Q/16D – 145 000€ Singolare – Doppio        | Jakub Paul Matěj Vocel 7–5, 6–1                                                                    | Robin Haase Johannes Ingildsen       | Sumit Nagal Facundo Díaz Acosta       | Maxim Mrva Lukas Neumayer Stefano Travaglia Santiago Rodríguez Taverna             |
| 7 luglio  | Winnipeg Challenger Winnipeg, Canada Challenger 75 – Cemento 32S/24Q/16D – 100 000$ Singolare – Doppio                    | Liam Draxl 1–6, 6–3, 6–4                                                                           | Alexander Blockx                     | Shō Shimabukuro Zhou Yi               | Yuta Shimizu Hsu Yu-hsiou Andrés Andrade Rio Noguchi                               |
| 7 luglio  | Winnipeg Challenger Winnipeg, Canada Challenger 75 – Cemento 32S/24Q/16D – 100 000$ Singolare – Doppio                    | Keshav Chopra Andres Martin 7–6(2), 3–6, [10–3]                                                    | Naoki Nakagawa Kris van Wyk          | Shō Shimabukuro Zhou Yi               | Yuta Shimizu Hsu Yu-hsiou Andrés Andrade Rio Noguchi                               |
| 7 luglio  | Nottingham Challenger II Nottingham, Regno Unito Challenger 50 – Erba 32S/24Q/16D – 54 000€ Singolare – Doppio            | Jack Pinnington Jones 6–4, 7–6(1)                                                                  | Kyle Edmund                          | Hamish Stewart Oliver Crawford        | Patrick Zahraj Ryan Peniston Alastair Gray Edward Winter                           |
| 7 luglio  | Nottingham Challenger II Nottingham, Regno Unito Challenger 50 – Erba 32S/24Q/16D – 54 000€ Singolare – Doppio            | Scott Duncan James MacKinlay 7–5, 4–6, [20–18]                                                     | Charles Broom Mark Whitehouse        | Hamish Stewart Oliver Crawford        | Patrick Zahraj Ryan Peniston Alastair Gray Edward Winter                           |
| 14 luglio | San Marino Tennis Open San Marino, San Marino Challenger 125 – Terra rossa 32S/24Q/16D – 181 000€ Singolare – Doppio      | Lukáš Klein 6–3, 6–4                                                                               | Dino Prižmić                         | Matteo Gigante Thiago Agustín Tirante | Lukas Neumayer Luka Pavlovic Justin Engel Harold Mayot                             |
| 14 luglio | San Marino Tennis Open San Marino, San Marino Challenger 125 – Terra rossa 32S/24Q/16D – 181 000€ Singolare – Doppio      | Karol Drzewiecki Ray Ho 7–5, 7–6(3)                                                                | Miloš Karol Vitaliy Sachko           | Matteo Gigante Thiago Agustín Tirante | Lukas Neumayer Luka Pavlovic Justin Engel Harold Mayot                             |
| 14 luglio | Dutch Open Bunschoten, Paesi Bassi Challenger 75 – Terra rossa 32S/24Q/16D – 91 000€ Singolare – Doppio                   | Jan Choinski 6–4, 3–6, 6–3                                                                         | Kimmer Coppejans                     | Alex Barrena Guy den Ouden            | Nicolás Kicker Geoffrey Blancaneaux Benjamin Hassan Gauthier Onclin                |
| 14 luglio | Dutch Open Bunschoten, Paesi Bassi Challenger 75 – Terra rossa 32S/24Q/16D – 91 000€ Singolare – Doppio                   | Michael Geerts Tim Rühl 7–5, 7–6(4)                                                                | Mats Hermans Mick Veldheer           | Alex Barrena Guy den Ouden            | Nicolás Kicker Geoffrey Blancaneaux Benjamin Hassan Gauthier Onclin                |
| 14 luglio | Championnats de Granby Granby, Canada Challenger 75 – Cemento 32S/24Q/16D – 100 000$ Singolare – Doppio                   | August Holmgren 6–3, 6–3                                                                           | Liam Draxl                           | Eliot Spizzirri Alexander Blockx      | James Trotter Yuta Shimizu Alexis Galarneau Shō Shimabukuro                        |
| 14 luglio | Championnats de Granby Granby, Canada Challenger 75 – Cemento 32S/24Q/16D – 100 000$ Singolare – Doppio                   | Finn Reynolds James Watt 6–3, 6–4                                                                  | Kody Pearson Yuta Shimizu            | Eliot Spizzirri Alexander Blockx      | James Trotter Yuta Shimizu Alexis Galarneau Shō Shimabukuro                        |
| 14 luglio | Open de Tenis Ciudad de Pozoblanco Pozoblanco, Spagna Challenger 75 – Cemento 32S/24Q/16D – 91 000€ Singolare – Doppio    | Daniel Mérida 6–3, 6–4                                                                             | Sun Fajing                           | Oliver Crawford Tiago Pereira         | Hugo Grenier Johannus Monday Edas Butvilas Aryan Shah                              |
| 14 luglio | Open de Tenis Ciudad de Pozoblanco Pozoblanco, Spagna Challenger 75 – Cemento 32S/24Q/16D – 91 000€ Singolare – Doppio    | Iñaki Montes de la Torre Sun Fajing 6–1, 7–6(8)                                                    | Anthony Genov Roy Stepanov           | Oliver Crawford Tiago Pereira         | Hugo Grenier Johannus Monday Edas Butvilas Aryan Shah                              |
| 21 luglio | Zug Open Zugo, Svizzera Challenger 125 – Terra rossa 32S/24Q/16D – 181 000€ Singolare – Doppio                            | Lukáš Klein 6–2, 6(4)–7, 6–4                                                                       | Harold Mayot                         | Stefanos Sakellaridis Jakub Paul      | Zsombor Piros Mika Brunold Facundo Díaz Acosta Marc-Andrea Hüsler                  |
| 21 luglio | Zug Open Zugo, Svizzera Challenger 125 – Terra rossa 32S/24Q/16D – 181 000€ Singolare – Doppio                            | Geoffrey Blancaneaux / Harold Mayot vs Nam Ji-sung / Takeru Yuzuki Cancellato a causa del maltempo |                                      | Stefanos Sakellaridis Jakub Paul      | Zsombor Piros Mika Brunold Facundo Díaz Acosta Marc-Andrea Hüsler                  |
| 21 luglio | Cranbrook Tennis Classic Bloomfield Hills, Stati Uniti Challenger 100 – Cemento 32S/24Q/16D – 160 000$ Singolare – Doppio | Mark Lajal 6(7)–7, 7–5, 7–6(9)                                                                     | Andres Martin                        | Hsu Yu-hsiou Eliot Spizzirri          | Wu Tung-lin Arthur Fery Zhou Yi Alexis Galarneau                                   |
| 21 luglio | Cranbrook Tennis Classic Bloomfield Hills, Stati Uniti Challenger 100 – Cemento 32S/24Q/16D – 160 000$ Singolare – Doppio | Hsu Yu-hsiou Huang Tsung-hao 4–6, 6–3, [11–9]                                                      | Theodore Winegar Michael Zheng       | Hsu Yu-hsiou Eliot Spizzirri          | Wu Tung-lin Arthur Fery Zhou Yi Alexis Galarneau                                   |
| 21 luglio | Open Castilla y León Segovia, Spagna Challenger 75 – Cemento 32S/24Q/16D – 91 000€ Singolare – Doppio                     | George Loffhagen 7–6(4), 6(4)–7, 6–4                                                               | Nicolás Álvarez Varona               | Aryan Shah Edas Butvilas              | Oliver Crawford Johannus Monday Adrià Soriano Barrera Rafael Jódar                 |
| 21 luglio | Open Castilla y León Segovia, Spagna Challenger 75 – Cemento 32S/24Q/16D – 91 000€ Singolare – Doppio                     | Matías Soto Federico Zeballos 3–6, 7–6(5), [16–14]                                                 | Arthur Reymond Luca Sanchez          | Aryan Shah Edas Butvilas              | Oliver Crawford Johannus Monday Adrià Soriano Barrera Rafael Jódar                 |
| 21 luglio | Tampere Open Tampere, Finlandia Challenger 75 – Terra rossa 32S/24Q/16D – 91 000€ Singolare – Doppio                      | Nicolai Budkov Kjær 7–6(5), 6(2)–7, 6–2                                                            | Sascha Gueymard Wayenburg            | Sumit Nagal Hynek Bartoň              | Nicolás Kicker Gilles-Arnaud Bailly Federico Cinà Mathys Erhard                    |
| 21 luglio | Tampere Open Tampere, Finlandia Challenger 75 – Terra rossa 32S/24Q/16D – 91 000€ Singolare – Doppio                      | Christoph Negritu Vladyslav Orlov 7–5, 6–1                                                         | Mats Hermans Mick Veldheer           | Sumit Nagal Hynek Bartoň              | Nicolás Kicker Gilles-Arnaud Bailly Federico Cinà Mathys Erhard                    |
| 28 luglio | Porto Open Porto, Portogallo Challenger 100 – Cemento 32S/24Q/16D – 145 000€ Singolare – Doppio                           | Moez Echargui 6–3, 6–2                                                                             | Francesco Maestrelli                 | Hugo Grenier Alejandro Moro Cañas     | Elias Ymer Edas Butvilas Antoine Escoffier Henrique Rocha                          |
| 28 luglio | Porto Open Porto, Portogallo Challenger 100 – Cemento 32S/24Q/16D – 145 000€ Singolare – Doppio                           | George Goldhoff Ray Ho 6–4, 6–4                                                                    | Nicolás Barrientos Joran Vliegen     | Hugo Grenier Alejandro Moro Cañas     | Elias Ymer Edas Butvilas Antoine Escoffier Henrique Rocha                          |
| 28 luglio | Lexington Challenger Lexington, Stati Uniti Challenger 75 – Cemento 32S/24Q/16D – 100 000$ Singolare – Doppio             | Zachary Svajda 2–6, 6–3, 6–2                                                                       | Bernard Tomić                        | Hsu Yu-hsiou Eliot Spizzirri          | Nishesh Basavareddy Michael Zheng Giles Hussey Dhakshineswar Suresh                |
| 28 luglio | Lexington Challenger Lexington, Stati Uniti Challenger 75 – Cemento 32S/24Q/16D – 100 000$ Singolare – Doppio             | Anirudh Chandrasekar Ramkumar Ramanathan 6–4, 6–4                                                  | Hsu Yu-hsiou Huang Tsung-hao         | Hsu Yu-hsiou Eliot Spizzirri          | Nishesh Basavareddy Michael Zheng Giles Hussey Dhakshineswar Suresh                |
| 28 luglio | Hagen Challenger Hagen, Germania Challenger 75 – Terra rossa 32S/24Q/16D – 91 000€ Singolare – Doppio                     | Yannick Hanfmann 3–6, 6–2, 6–2                                                                     | Guy den Ouden                        | Jérôme Kym Olle Wallin                | Botic van de Zandschulp Niels McDonald Jan Choinski Vilius Gaubas                  |
| 28 luglio | Hagen Challenger Hagen, Germania Challenger 75 – Terra rossa 32S/24Q/16D – 91 000€ Singolare – Doppio                     | Hendrik Jebens Albano Olivetti 6–4, 6(2)–7, [10–8]                                                 | Vasil Kirkov Bart Stevens            | Jérôme Kym Olle Wallin                | Botic van de Zandschulp Niels McDonald Jan Choinski Vilius Gaubas                  |
| 28 luglio | Liberec Open Liberec, Repubblica Ceca Challenger 75 – Terra rossa 32S/24Q/16D – 91 000€ Singolare – Doppio                | Gonzalo Bueno 6–2, 2–0 rit.                                                                        | Genaro Alberto Olivieri              | Daniel Michalski Norbert Gombos       | Valentin Vacherot Jack Pinnington Jones Andrea Collarini Maxim Mrva                |
| 28 luglio | Liberec Open Liberec, Repubblica Ceca Challenger 75 – Terra rossa 32S/24Q/16D – 91 000€ Singolare – Doppio                | Andrew Paulson Michael Vrbenský 6–4, 6–1                                                           | Jiří Barnat Filip Duda               | Daniel Michalski Norbert Gombos       | Valentin Vacherot Jack Pinnington Jones Andrea Collarini Maxim Mrva                |
| 28 luglio | President's Cup Astana, Kazakistan Challenger 50 – Cemento 32S/24Q/16D – 60 000$ Singolare – Doppio                       | Nicolai Budkov Kjær 6–4, 6–3                                                                       | Alexandr Binda                       | Abedallah Shelbayh Shintaro Imai      | Clément Chidekh Karan Singh Aleksandre Bakshi Ričardas Berankis                    |
| 28 luglio | President's Cup Astana, Kazakistan Challenger 50 – Cemento 32S/24Q/16D – 60 000$ Singolare – Doppio                       | Taisei Ichikawa Kokoro Isomura 7–5, 2–6, [10–5]                                                    | Francis Casey Alcantara Park Ui-sung | Abedallah Shelbayh Shintaro Imai      | Clément Chidekh Karan Singh Aleksandre Bakshi Ričardas Berankis                    |

### Agosto
| Settimana | Torneo | Campione                                              | Finalista                                             | Semifinalisti                                         | Eliminati ai quarti                                                                                           |
| --------- | --- | ----------------------------------------------------- | ----------------------------------------------------- | ----------------------------------------------------- | --- |
| 4 agosto  | Chicago Men's Challenger Chicago, Stati Uniti Challenger 75 – Cemento 32S/24Q/16D – 100 000$ Singolare – Doppio                           | Michael Zheng 6–4, 6–2                                | Hsu Yu-hsiou                                          | August Holmgren Garrett Johns                         | Giles Hussey Wu Yibing Hady Habib Trevor Svajda                                                               |
| 4 agosto  | Chicago Men's Challenger Chicago, Stati Uniti Challenger 75 – Cemento 32S/24Q/16D – 100 000$ Singolare – Doppio                           | Mac Kiger Ryan Seggerman 6–4, 3–6, [10–5]             | Theodore Winegar Michael Zheng                        | August Holmgren Garrett Johns                         | Giles Hussey Wu Yibing Hady Habib Trevor Svajda                                                               |
| 4 agosto  | Bonn Open Bonn, Germania Challenger 75 – Terra rossa 32S/24Q/16D – 91 000€ Singolare – Doppio                                             | Jurij Rodionov 3–6, 6–2, 6–4                          | Timofej Skatov                                        | Joel Schwärzler Raphaël Collignon                     | Lautaro Midón Vilius Gaubas Yanaki Milev João Lucas Reis da Silva                                             |
| 4 agosto  | Bonn Open Bonn, Germania Challenger 75 – Terra rossa 32S/24Q/16D – 91 000€ Singolare – Doppio                                             | Neil Oberleitner Mick Veldheer 4–6, 7–6(3), [12–10]   | Tim Rühl Patrick Zahraj                               | Joel Schwärzler Raphaël Collignon                     | Lautaro Midón Vilius Gaubas Yanaki Milev João Lucas Reis da Silva                                             |
| 4 agosto  | Internazionali di Tennis del Friuli Venezia Giulia Cordenons, Italia Challenger 75 – Terra rossa 32S/24Q/16D – 91 000€ Singolare – Doppio | Dušan Lajović 6–2, 7–6(3)                             | Lukas Neumayer                                        | Carlos Taberner Cedrik-Marcel Stebe                   | Gonzalo Bueno Nicolás Kicker Zsombor Piros Santiago Rodríguez Taverna                                         |
| 4 agosto  | Internazionali di Tennis del Friuli Venezia Giulia Cordenons, Italia Challenger 75 – Terra rossa 32S/24Q/16D – 91 000€ Singolare – Doppio | Andrew Paulson Michael Vrbenský 6–4, 6–2              | Boris Arias Murkel Dellien                            | Carlos Taberner Cedrik-Marcel Stebe                   | Gonzalo Bueno Nicolás Kicker Zsombor Piros Santiago Rodríguez Taverna                                         |
| 4 agosto  | Kozerki Open Grodzisk Mazowiecki, Polonia Challenger 75 – Cemento 32S/24Q/16D – 91 000€ Singolare – Doppio                                | Kamil Majchrzak 6–4, 6–3                              | Dino Prižmić                                          | Ugo Blanchet Harold Mayot                             | Daniil Glinka Federico Cinà Giulio Zeppieri Francesco Maestrelli                                              |
| 4 agosto  | Kozerki Open Grodzisk Mazowiecki, Polonia Challenger 75 – Cemento 32S/24Q/16D – 91 000€ Singolare – Doppio                                | Thijmen Loof Arthur Reymond 6–4, 6(3)–7, [16–14]      | Nam Ji-sung Takeru Yuzuki                             | Ugo Blanchet Harold Mayot                             | Daniil Glinka Federico Cinà Giulio Zeppieri Francesco Maestrelli                                              |
| 11 agosto | Cancún Country Open Cancún, Messico Challenger 125 – Cemento 32S/24Q/16D – 200 000$ Singolare – Doppio                                    | Dalibor Svrčina 6–4, 5–7, 6–4                         | Thiago Agustín Tirante                                | Ignacio Buse Stan Wawrinka                            | Daniel Altmaier Jesper de Jong Juan Manuel Cerúndolo Arthur Cazaux                                            |
| 11 agosto | Cancún Country Open Cancún, Messico Challenger 125 – Cemento 32S/24Q/16D – 200 000$ Singolare – Doppio                                    | Santiago González Jean-Julien Rojer 7–6(2), 7–5       | Manuel Guinard Rafael Matos                           | Ignacio Buse Stan Wawrinka                            | Daniel Altmaier Jesper de Jong Juan Manuel Cerúndolo Arthur Cazaux                                            |
| 11 agosto | Sumter Open Sumter, Stati Uniti Challenger 125 – Cemento 32S/24Q/16D – 200 000$ Singolare – Doppio                                        | Mattia Bellucci 7–6(5), 3–1 rit.                      | Aleksandr Ševčenko                                    | Jaime Faria Shintarō Mochizuki                        | Mark Lajal Lukáš Klein Filip Misolic Nik'oloz Basilashvili                                                    |
| 11 agosto | Sumter Open Sumter, Stati Uniti Challenger 125 – Cemento 32S/24Q/16D – 200 000$ Singolare – Doppio                                        | Ryan Seggerman Patrik Trhac 6–4, 7–6(3)               | Sriram Balaji Rithvik Choudary Bollipalli             | Jaime Faria Shintarō Mochizuki                        | Mark Lajal Lukáš Klein Filip Misolic Nik'oloz Basilashvili                                                    |
| 11 agosto | Open Barranquilla Barranquilla, Colombia Challenger 75 – Cemento 32S/24Q/16D – 100 000$ Singolare – Doppio                                | Arthur Fery walkover                                  | Bernard Tomić                                         | Juan Pablo Ficovich Johan Alexander Rodríguez         | Alfredo Perez Cannon Kingsley Nicolás Mejía Tomás Barrios Vera                                                |
| 11 agosto | Open Barranquilla Barranquilla, Colombia Challenger 75 – Cemento 32S/24Q/16D – 100 000$ Singolare – Doppio                                | Benjamin Kittay Cristian Rodríguez 6–2, 6–4           | Taha Baadi Dan Martin                                 | Juan Pablo Ficovich Johan Alexander Rodríguez         | Alfredo Perez Cannon Kingsley Nicolás Mejía Tomás Barrios Vera                                                |
| 11 agosto | Internazionali di Tennis Città di Todi Todi, Italia Challenger 75 – Terra rossa 32S/24Q/16D – 91 000€ Singolare – Doppio                  | Timofej Skatov 7–6(4), 0–6, 6–2                       | Stefano Travaglia                                     | Valentin Vacherot Juan Carlos Prado Ángelo            | Gianmarco Ferrari Nicolai Budkov Kjær Lukas Neumayer Marco Cecchinato                                         |
| 11 agosto | Internazionali di Tennis Città di Todi Todi, Italia Challenger 75 – Terra rossa 32S/24Q/16D – 91 000€ Singolare – Doppio                  | Filippo Romano Jacopo Vasamì 6–4, 6–3                 | Daniel Cukierman Johannes Ingildsen                   | Valentin Vacherot Juan Carlos Prado Ángelo            | Gianmarco Ferrari Nicolai Budkov Kjær Lukas Neumayer Marco Cecchinato                                         |
| 11 agosto | Crete Challenger III Chersonissos, Grecia Challenger 50 – Cemento 32S/24Q/16D – 54 000€ Singolare – Doppio                                | Rafael Jódar 6–4, 6–2                                 | Dan Added                                             | Petr Brunclík Laurent Lokoli                          | Harry Wendelken Maximus Jones Pietro Fellin Ioannis Xilas                                                     |
| 11 agosto | Crete Challenger III Chersonissos, Grecia Challenger 50 – Cemento 32S/24Q/16D – 54 000€ Singolare – Doppio                                | Filippo Moroni Stuart Parker 6–4, 6–4                 | Dan Added Arthur Reymond                              | Petr Brunclík Laurent Lokoli                          | Harry Wendelken Maximus Jones Pietro Fellin Ioannis Xilas                                                     |
| 11 agosto | Sofia Challenger Sofia, Bulgaria Challenger 50 – Terra rossa 32S/24Q/16D – 54 000€ Singolare – Doppio                                     | Zdeněk Kolář 6–2, 6–2                                 | Murkel Dellien                                        | Nerman Fatić Dali Blanch                              | Sebastian Gima Nikolás Sánchez Izquierdo Sandro Kopp Duje Ajduković                                           |
| 11 agosto | Sofia Challenger Sofia, Bulgaria Challenger 50 – Terra rossa 32S/24Q/16D – 54 000€ Singolare – Doppio                                     | Stefan Latinović Marat Sharipov 6–3, 2–6, [13–11]     | Miloš Karol Patrik Niklas-Salminen                    | Nerman Fatić Dali Blanch                              | Sebastian Gima Nikolás Sánchez Izquierdo Sandro Kopp Duje Ajduković                                           |
| 18 agosto | Sofia Challenger II Sofia, Bulgaria Challenger 75 – Terra rossa 32S/24Q/16D – 91 000€ Singolare – Doppio                                  | non conosciuta (bandiera)                             | non conosciuta (bandiera)                             | non conosciuta (bandiera) · non conosciuta (bandiera) | non conosciuta (bandiera) · non conosciuta (bandiera) · non conosciuta (bandiera) · non conosciuta (bandiera) |
| 18 agosto | Sofia Challenger II Sofia, Bulgaria Challenger 75 – Terra rossa 32S/24Q/16D – 91 000€ Singolare – Doppio                                  | non conosciuta (bandiera) · non conosciuta (bandiera) | non conosciuta (bandiera) · non conosciuta (bandiera) | non conosciuta (bandiera) · non conosciuta (bandiera) | non conosciuta (bandiera) · non conosciuta (bandiera) · non conosciuta (bandiera) · non conosciuta (bandiera) |
| 18 agosto | Schwaben Open Augusta, Germania Challenger 50 – Terra rossa 32S/24Q/16D – 54 000€ Singolare – Doppio                                      | non conosciuta (bandiera)                             | non conosciuta (bandiera)                             | non conosciuta (bandiera) · non conosciuta (bandiera) | non conosciuta (bandiera) · non conosciuta (bandiera) · non conosciuta (bandiera) · non conosciuta (bandiera) |
| 18 agosto | Schwaben Open Augusta, Germania Challenger 50 – Terra rossa 32S/24Q/16D – 54 000€ Singolare – Doppio                                      | non conosciuta (bandiera) · non conosciuta (bandiera) | non conosciuta (bandiera) · non conosciuta (bandiera) | non conosciuta (bandiera) · non conosciuta (bandiera) | non conosciuta (bandiera) · non conosciuta (bandiera) · non conosciuta (bandiera) · non conosciuta (bandiera) |
| 18 agosto | Crete Challenger IV Chersonissos, Grecia Challenger 50 – Cemento 32S/24Q/16D – 54 000€ Singolare – Doppio                                 | non conosciuta (bandiera)                             | non conosciuta (bandiera)                             | non conosciuta (bandiera) · non conosciuta (bandiera) | non conosciuta (bandiera) · non conosciuta (bandiera) · non conosciuta (bandiera) · non conosciuta (bandiera) |
| 18 agosto | Crete Challenger IV Chersonissos, Grecia Challenger 50 – Cemento 32S/24Q/16D – 54 000€ Singolare – Doppio                                 | non conosciuta (bandiera) · non conosciuta (bandiera) | non conosciuta (bandiera) · non conosciuta (bandiera) | non conosciuta (bandiera) · non conosciuta (bandiera) | non conosciuta (bandiera) · non conosciuta (bandiera) · non conosciuta (bandiera) · non conosciuta (bandiera) |

## Assegnazione dei punti
I punti per il ranking ATP sono stati assegnati come dalla seguente tabella:
- NB: aggiornato secondo il 2024 ATP Official Rulebook

| Categoria del torneo | Singolare | Singolare | Singolare | Singolare | Singolare | Singolare | Singolare | Singolare | Singolare | Doppio | Doppio | Doppio | Doppio | Doppio |
| Categoria del torneo | V         | F         | SF        | QF        | R16       | R32       | Q         | Q2        | Q1        | V      | F      | SF     | QF     | R16    |
| -------------------- | --------- | --------- | --------- | --------- | --------- | --------- | --------- | --------- | --------- | ------ | ------ | ------ | ------ | ------ |
| Challenger 175       | 175       | 90        | 50        | 25        | 13        | 0         | 6         | 3         | 0         | 175    | 90     | 50     | 25     | 0      |
| Challenger 125       | 125       | 64        | 35        | 16        | 8         | 0         | 5         | 3         | 0         | 125    | 64     | 35     | 16     | 0      |
| Challenger 100       | 100       | 50        | 25        | 14        | 7         | 0         | 4         | 2         | 0         | 100    | 50     | 25     | 14     | 0      |
| Challenger 75        | 75        | 44        | 22        | 12        | 6         | 0         | 4         | 2         | 0         | 75     | 44     | 22     | 12     | 0      |
| Challenger 50        | 50        | 25        | 14        | 8         | 4         | 0         | 3         | 1         | 0         | 50     | 25     | 14     | 8      | 0      |

## Statistiche
Aggiornate al 28 luglio 2025.

### Titoli vinti per giocatore
| Titoli | Giocatore                      | Singolare | Doppio |
| ------ | ------------------------------ | --------- | ------ |
| 6      | Vasil Kirkov                   | 0         | 6      |
| 6      | Ray Ho                         | 0         | 6      |
| 5      | Gonzalo Villanueva             | 0         | 5      |
| 5      | Matthew Romios                 | 0         | 5      |
| 4      | Borna Ćorić                    | 4         | 0      |
| 4      | Jakub Paul                     | 0         | 4      |
| 4      | Rio Noguchi                    | 1         | 3      |
| 4      | Mariano Kestelboim             | 0         | 4      |
| 4      | Robert Cash                    | 0         | 4      |
| 4      | James Tracy                    | 0         | 4      |
| 4      | Matías Soto                    | 0         | 4      |
| 4      | Federico Zeballos              | 0         | 4      |
| 3      | Emilio Nava                    | 3         | 0      |
| 3      | Eliot Spizzirri                | 1         | 2      |
| 3      | Juan Carlos Prado Ángelo       | 1         | 2      |
| 3      | Matej Dodig                    | 1         | 2      |
| 3      | Liam Draxl                     | 1         | 2      |
| 3      | David Pel                      | 0         | 3      |
| 3      | Neil Oberleitner               | 0         | 3      |
| 3      | Cleeve Harper                  | 0         | 3      |
| 3      | Michael Vrbenský               | 0         | 3      |
| 3      | Diego Hidalgo                  | 0         | 3      |
| 3      | Ryan Seggerman                 | 0         | 3      |
| 3      | Luis David Martínez            | 0         | 3      |
| 3      | Bart Stevens                   | 0         | 3      |
| 3      | Matěj Vocel                    | 0         | 3      |
| 3      | Karol Drzewiecki               | 0         | 3      |
| 3      | Finn Reynolds                  | 0         | 3      |
| 3      | James Watt                     | 0         | 3      |
| 3      | Christoph Negritu              | 0         | 3      |
| 2      | Kyrian Jacquet                 | 2         | 0      |
| 2      | Pablo Carreño Busta            | 2         | 0      |
| 2      | Brandon Holt                   | 2         | 0      |
| 2      | Valentin Royer                 | 2         | 0      |
| 2      | João Fonseca                   | 2         | 0      |
| 2      | Aleksandar Kovacevic           | 2         | 0      |
| 2      | Daniel Elahi Galán             | 2         | 0      |
| 2      | Dalibor Svrčina                | 2         | 0      |
| 2      | Felipe Meligeni Alves          | 2         | 0      |
| 2      | Raphaël Collignon              | 2         | 0      |
| 2      | Térence Atmane                 | 2         | 0      |
| 2      | Cristian Garín                 | 2         | 0      |
| 2      | Zsombor Piros                  | 2         | 0      |
| 2      | Patrick Kypson                 | 2         | 0      |
| 2      | Tristan Schoolkate             | 2         | 0      |
| 2      | Dino Prižmić                   | 2         | 0      |
| 2      | Marin Čilić                    | 2         | 0      |
| 2      | Carlos Taberner                | 2         | 0      |
| 2      | Filip Misolic                  | 2         | 0      |
| 2      | Alex Barrena                   | 2         | 0      |
| 2      | Francesco Maestrelli           | 2         | 0      |
| 2      | Elmer Møller                   | 2         | 0      |
| 2      | Lukáš Klein                    | 2         | 0      |
| 2      | Jan Choinski                   | 2         | 0      |
| 2      | Nicolai Budkov Kjær            | 2         | 0      |
| 2      | Shintarō Mochizuki             | 1         | 1      |
| 2      | João Lucas Reis da Silva       | 1         | 1      |
| 2      | Santiago Rodríguez Taverna     | 1         | 1      |
| 2      | Stefano Travaglia              | 1         | 1      |
| 2      | Sun Fajing                     | 1         | 1      |
| 2      | Colin Sinclair                 | 0         | 2      |
| 2      | Vitaliy Sachko                 | 0         | 2      |
| 2      | Orlando Luz                    | 0         | 2      |
| 2      | Gonzalo Escobar                | 0         | 2      |
| 2      | Anirudh Chandrasekar           | 0         | 2      |
| 2      | Alexander Merino               | 0         | 2      |
| 2      | Piotr Matuszewski              | 0         | 2      |
| 2      | Lucas Miedler                  | 0         | 2      |
| 2      | Francisco Cabral               | 0         | 2      |
| 2      | Ariel Behar                    | 0         | 2      |
| 2      | Joran Vliegen                  | 0         | 2      |
| 2      | David Vega Hernández           | 0         | 2      |
| 2      | Zdeněk Kolář                   | 0         | 2      |
| 2      | Masamichi Imamura              | 0         | 2      |
| 2      | Marcelo Demoliner              | 0         | 2      |
| 2      | Sadio Doumbia                  | 0         | 2      |
| 2      | Andrew Paulson                 | 0         | 2      |
| 2      | Santiago González              | 0         | 2      |
| 2      | Austin Krajicek                | 0         | 2      |
| 2      | Vijay Sundar Prashanth         | 0         | 2      |
| 2      | Nino Serdarušić                | 0         | 2      |
| 2      | Federico Agustín Gómez         | 0         | 2      |
| 2      | Szymon Kielan                  | 0         | 2      |
| 2      | Filip Pieczonka                | 0         | 2      |
| 2      | Hsu Yu-hsiou                   | 0         | 2      |
| 2      | Vladyslav Orlov                | 0         | 2      |
| 1      | Aslan Karacev                  | 1         | 0      |
| 1      | Viktor Durasovic               | 1         | 0      |
| 1      | Hamad Međedović                | 1         | 0      |
| 1      | Juan Pablo Varillas            | 1         | 0      |
| 1      | Sascha Gueymard Wayenburg      | 1         | 0      |
| 1      | Alexander Blockx               | 1         | 0      |
| 1      | Ugo Blanchet                   | 1         | 0      |
| 1      | Román Andrés Burruchaga        | 1         | 0      |
| 1      | Colton Smith                   | 1         | 0      |
| 1      | Arthur Bouquier                | 1         | 0      |
| 1      | Camilo Ugo Carabelli           | 1         | 0      |
| 1      | Adam Walton                    | 1         | 0      |
| 1      | Márton Fucsovics               | 1         | 0      |
| 1      | Geoffrey Blancaneaux           | 1         | 0      |
| 1      | Thiago Agustín Tirante         | 1         | 0      |
| 1      | Edas Butvilas                  | 1         | 0      |
| 1      | Pierre-Hugues Herbert          | 1         | 0      |
| 1      | Dimitar Kuzmanov               | 1         | 0      |
| 1      | Dmitrij Popko                  | 1         | 0      |
| 1      | Vít Kopřiva                    | 1         | 0      |
| 1      | Vilius Gaubas                  | 1         | 0      |
| 1      | Tomás Barrios Vera             | 1         | 0      |
| 1      | Marc-Andrea Hüsler             | 1         | 0      |
| 1      | Kamil Majchrzak                | 1         | 0      |
| 1      | James Duckworth                | 1         | 0      |
| 1      | Chris Rodesch                  | 1         | 0      |
| 1      | Maximus Jones                  | 1         | 0      |
| 1      | Jason Kubler                   | 1         | 0      |
| 1      | Nicolás Mejía                  | 1         | 0      |
| 1      | Eliakim Coulibaly              | 1         | 0      |
| 1      | Matteo Gigante                 | 1         | 0      |
| 1      | Alex Michelsen                 | 1         | 0      |
| 1      | Álvaro Guillén Meza            | 1         | 0      |
| 1      | Giovanni Mpetshi Perricard     | 1         | 0      |
| 1      | Aleksandr Bublik               | 1         | 0      |
| 1      | Jay Clarke                     | 1         | 0      |
| 1      | Saba Purtseladze               | 1         | 0      |
| 1      | Tseng Chun-hsin                | 1         | 0      |
| 1      | Clément Chidekh                | 1         | 0      |
| 1      | Otto Virtanen                  | 1         | 0      |
| 1      | Ignacio Buse                   | 1         | 0      |
| 1      | Hugo Dellien                   | 1         | 0      |
| 1      | Wu Yibing                      | 1         | 0      |
| 1      | Andrea Pellegrino              | 1         | 0      |
| 1      | Marco Trungelliti              | 1         | 0      |
| 1      | Titouan Droguet                | 1         | 0      |
| 1      | Marco Cecchinato               | 1         | 0      |
| 1      | Rei Sakamoto                   | 1         | 0      |
| 1      | Zachary Svajda                 | 1         | 0      |
| 1      | Mariano Navone                 | 1         | 0      |
| 1      | Jack Pinnington Jones          | 1         | 0      |
| 1      | August Holmgren                | 1         | 0      |
| 1      | Daniel Mérida                  | 1         | 0      |
| 1      | Mark Lajal                     | 1         | 0      |
| 1      | George Loffhagen               | 1         | 0      |
| 1      | Blake Bayldon                  | 0         | 1      |
| 1      | Kokoro Isomura                 | 0         | 1      |
| 1      | Jonáš Forejtek                 | 0         | 1      |
| 1      | George Goldhoff                | 0         | 1      |
| 1      | Trey Hilderbrand               | 0         | 1      |
| 1      | Mili Poljičak                  | 0         | 1      |
| 1      | Matej Sabanov                  | 0         | 1      |
| 1      | Fabien Reboul                  | 0         | 1      |
| 1      | Gustavo Heide                  | 0         | 1      |
| 1      | Guido Andreozzi                | 0         | 1      |
| 1      | Fernando Romboli               | 0         | 1      |
| 1      | Kaito Uesugi                   | 0         | 1      |
| 1      | Joshua Charlton                | 0         | 1      |
| 1      | Patrick Harper                 | 0         | 1      |
| 1      | Íñigo Cervantes                | 0         | 1      |
| 1      | Daniel Rincón                  | 0         | 1      |
| 1      | Beibit Zhukayev                | 0         | 1      |
| 1      | Jakob Schnaitter               | 0         | 1      |
| 1      | Mark Wallner                   | 0         | 1      |
| 1      | Jeevan Nedunchezhiyan          | 0         | 1      |
| 1      | Daniel Cukierman               | 0         | 1      |
| 1      | Joshua Paris                   | 0         | 1      |
| 1      | Mateo Barreiros Reyes          | 0         | 1      |
| 1      | Paulo André Saraiva dos Santos | 0         | 1      |
| 1      | Tyler Zink                     | 0         | 1      |
| 1      | David Stevenson                | 0         | 1      |
| 1      | Jesper de Jong                 | 0         | 1      |
| 1      | Max Houkes                     | 0         | 1      |
| 1      | Siddhant Banthia               | 0         | 1      |
| 1      | Alexander Donski               | 0         | 1      |
| 1      | Mark Whitehouse                | 0         | 1      |
| 1      | Marcel Granollers              | 0         | 1      |
| 1      | Horacio Zeballos               | 0         | 1      |
| 1      | Oleg Prihodko                  | 0         | 1      |
| 1      | Stefanos Sakellaridis          | 0         | 1      |
| 1      | Petros Tsitsipas               | 0         | 1      |
| 1      | Grégoire Jacq                  | 0         | 1      |
| 1      | Kilian Feldbausch              | 0         | 1      |
| 1      | Rodrigo Pacheco Méndez         | 0         | 1      |
| 1      | Alexander Erler                | 0         | 1      |
| 1      | Constantin Frantzen            | 0         | 1      |
| 1      | Benjamin Hassan                | 0         | 1      |
| 1      | Sebastian Ofner                | 0         | 1      |
| 1      | Jody Maginley                  | 0         | 1      |
| 1      | Alfredo Perez                  | 0         | 1      |
| 1      | Sander Arends                  | 0         | 1      |
| 1      | Luke Johnson                   | 0         | 1      |
| 1      | Yuta Shimizu                   | 0         | 1      |
| 1      | Ivan Liutarevich               | 0         | 1      |
| 1      | Marcus Willis                  | 0         | 1      |
| 1      | Matt Hulme                     | 0         | 1      |
| 1      | Thijmen Loof                   | 0         | 1      |
| 1      | Constantin Bittoun             | 0         | 1      |
| 1      | Aziz Ouakaa                    | 0         | 1      |
| 1      | Erik Grevelius                 | 0         | 1      |
| 1      | Adam Heinonen                  | 0         | 1      |
| 1      | Conner Huertas del Pino        | 0         | 1      |
| 1      | Nico Hipfl                     | 0         | 1      |
| 1      | Jérôme Kym                     | 0         | 1      |
| 1      | Jan Jermář                     | 0         | 1      |
| 1      | Stefan Latinović               | 0         | 1      |
| 1      | Facundo Mena                   | 0         | 1      |
| 1      | Denys Molčanov                 | 0         | 1      |
| 1      | Pedro Boscardin Dias           | 0         | 1      |
| 1      | Andreas Mies                   | 0         | 1      |
| 1      | Hynek Bartoň                   | 0         | 1      |
| 1      | Luís Britto                    | 0         | 1      |
| 1      | Naoki Tajima                   | 0         | 1      |
| 1      | Aziz Dougaz                    | 0         | 1      |
| 1      | Antoine Escoffier              | 0         | 1      |
| 1      | Federico Bondioli              | 0         | 1      |
| 1      | Petr Nouza                     | 0         | 1      |
| 1      | Patrik Rikl                    | 0         | 1      |
| 1      | Patrik Trhac                   | 0         | 1      |
| 1      | Romain Arneodo                 | 0         | 1      |
| 1      | Manuel Guinard                 | 0         | 1      |
| 1      | Kaichi Uchida                  | 0         | 1      |
| 1      | Sergio Martos Gornés           | 0         | 1      |
| 1      | Boris Arias                    | 0         | 1      |
| 1      | Mario Mansilla Díez            | 0         | 1      |
| 1      | Bruno Pujol Navarro            | 0         | 1      |
| 1      | Keshav Chopra                  | 0         | 1      |
| 1      | Andres Martin                  | 0         | 1      |
| 1      | Scott Duncan                   | 0         | 1      |
| 1      | James MacKinlay                | 0         | 1      |
| 1      | Michael Geerts                 | 0         | 1      |
| 1      | Tim Rühl                       | 0         | 1      |
| 1      | Iñaki Montes de la Torre       | 0         | 1      |
| 1      | Huang Tsung-hao                | 0         | 1      |

### Titoli vinti per nazione
| Titoli | Nazione                       | Singolare | Doppio |
| ------ | ----------------------------- | --------- | ------ |
| 33     | Stati Uniti                   | 13        | 20     |
| 20     | Francia                       | 14        | 6      |
| 19     | Argentina                     | 8         | 11     |
| 13     | Brasile                       | 5         | 8      |
| 13     | Australia                     | 5         | 8      |
| 13     | Rep. Ceca                     | 3         | 10     |
| 12     | Spagna                        | 5         | 7      |
| 11     | Croazia                       | 8         | 3      |
| 11     | Regno Unito                   | 5         | 6      |
| 10     | Austria                       | 2         | 8      |
| 9      | Giappone                      | 3         | 6      |
| 9      | Taipei cinese                 | 1         | 8      |
| 9      | Paesi Bassi                   | 0         | 9      |
| 7      | Italia                        | 6         | 1      |
| 7      | Svizzera                      | 1         | 6      |
| 7      | Cile                          | 3         | 4      |
| 7      | Bolivia                       | 2         | 5      |
| 7      | Germania                      | 0         | 7      |
| 6      | Belgio                        | 3         | 3      |
| 6      | Polonia                       | 1         | 5      |
| 5      | Perù                          | 1         | 4      |
| 5      | India                         | 0         | 5      |
| 5      | Ucraina                       | 0         | 5      |
| 4      | Ecuador                       | 1         | 3      |
| 4      | Canada                        | 1         | 3      |
| 3      | Colombia                      | 3         | 0      |
| 3      | Ungheria                      | 3         | 0      |
| 3      | Danimarca                     | 3         | 0      |
| 3      | Norvegia                      | 3         | 0      |
| 3      | Kazakistan                    | 2         | 1      |
| 3      | Cina                          | 2         | 1      |
| 3      | Serbia                        | 1         | 2      |
| 2      | Lituania                      | 2         | 0      |
| 2      | Slovacchia                    | 2         | 0      |
| 2      | Bulgaria                      | 1         | 1      |
| 2      | Isole Marianne Settentrionali | 0         | 2      |
| 3      | Messico                       | 0         | 3      |
| 3      | Venezuela                     | 0         | 3      |
| 3      | Nuova Zelanda                 | 0         | 3      |
| 2      | Portogallo                    | 0         | 2      |
| 2      | Uruguay                       | 0         | 2      |
| 2      | Tunisia                       | 0         | 2      |
| 1      | Lussemburgo                   | 1         | 0      |
| 1      | Thailandia                    | 1         | 0      |
| 1      | Costa d'Avorio                | 1         | 0      |
| 1      | Georgia                       | 1         | 0      |
| 1      | Finlandia                     | 1         | 0      |
| 1      | Estonia                       | 1         | 0      |
| 1      | Israele                       | 0         | 1      |
| 1      | Grecia                        | 0         | 1      |
| 1      | Libano                        | 0         | 1      |
| 1      | Antigua e Barbuda             | 0         | 1      |
| 1      | Svezia                        | 0         | 1      |
| 1      | Monaco                        | 0         | 1      |